# Porto Alegre
Porto Alegre (en español, Puerto Alegre) es una ciudad y municipio en el estado brasileño de Rio Grande do Sul siendo tanto su capital como la ciudad más grande del mismo. Según el censo de 2022, tiene una población de 1 332 570 habitantes.
Está ubicada en la conjunción de cinco ríos, entre los cuales se encuentra el río Guaíba (que en realidad es un lago), continuación del río Jacuí poco antes de su desembocadura en la laguna de los Patos.
Porto Alegre es un gran centro industrial del sur de Brasil y está ubicado en una zona estratégica para el MERCOSUR, debido a su proximidad con respecto a Buenos Aires, Montevideo, Asunción, Rosario y Córdoba. Los habitantes de este estado son llamados popularmente gaúchos, el plato típico es el churrasco (carne asada) y el chimarrão (mate) es la infusión tradicional. 
Muchas universidades brasileñas importantes se encuentran en Porto Alegre, siendo las más destacadas la Universidade Federal do Rio Grande do Sul, la Pontifícia Universidade Católica do Rio Grande do Sul, la Universidade Federal de Ciências da Saúde de Porto Alegre y la Universidade do Vale do Rio dos Sinos.
Uno de los feriados de Porto Alegre es el día 2 de febrero, día de Nossa Senhora dos Navegantes, fiesta religiosa más popular de la ciudad.
Es una de las capitales estatales en Brasil donde el índice de desarrollo humano es más elevado, siendo también la capital de la región sur con mayor PIB per cápita.
La ciudad fue sede del I Foro Social Mundial (2001), evento que trata las cuestiones mundiales de forma alternativa al Foro Económico de Davos. Fue sede de este evento también en 2002, 2003, 2005 y 2012.
Porto Alegre fue una de las 12 ciudades sedes de la Copa Mundial de Fútbol de 2014. En virtud de los juegos, se realizaron diversas obras como duplicación de avenidas y ampliación del metro.
Es una ciudad conocida por ser la primera en el mundo en implementar con éxito el presupuesto participativo, que opera desde 1989, y ha sido copiado por al menos otras 70 ciudades de Brasil, además de pueblos y ciudades de otros países.

## Historia

### Orígenes
La región del actual municipio de Porto Alegre ya estaba habitada por el hombre hace 11 000 años. Alrededor del año 1000, los indígenas tapuyas que habitaban la región fueron expulsados para el interior del continente debido a la llegada de pueblos tupíes provenientes de la Amazonia. En el siglo XVI, cuando los primeros europeos llegaron a la región, ésta estaba habitada por uno de estos pueblos tupíes, los Carios. Los carios serían más tarde esclavizados por los colonos portugueses de São Vicente.
Porto Alegre sólo se constituyó como ciudad en el siglo XVIII. Hasta entonces, el territorio de Río Grande del Sur aún pertenecía legalmente a los españoles debido al Tratado de Tordesillas (1494) pero desde el siglo XVII, los portugueses ya habían comenzado a dirigir sus esfuerzos hacia su conquista y penetraron progresivamente en el territorio desde el nordeste, llegando por el Caminho dos Conventos (prolongación de la Estrada Real) a la región de Vacaria dos Pinhais, y desde allí, descendiendo hasta Viamão. La penetración era llevada a cabo por bandeirantes que venían en busca de esclavos indios y por arrieros que cazaban las grandes manadas de ganado vacuno, mulas y caballos que vivían libres en este territorio. Más tarde, los tropeiros comenzaron a establecerse en el sur, convirtiéndose en estancieiros y solicitando la concesión de sesmarías. La primera de ellas fue concedida en 1732 a Manuel Gonçalves Ribeiro en Parada das Conchas, donde hoy se encuentra Viamão. Otra vía de penetración era la costa, y en 1737 se fundó una fortaleza en lo que hoy es Río Grande, con el objetivo de ayudar a la Colonia del Sacramento, en Uruguay.
Tras la firma del Tratado de Madrid, el rey de Portugal ordenó que se reuniera un grupo de 4000 parejas de las Azores para poblar el sur, pero en realidad sólo fueron transportadas unas 1000 parejas que se distribuyeron por el litoral entre Osório y Río Grande, y un poco hacia el interior. Alrededor de 500 personas se establecieron en 1752 en las orillas del Lago Guaíba, en el llamado "Puerto de Viamão", primer nombre de la futura Porto Alegre. Los conflictos locales entre portugueses y españoles, sin embargo, no fueron contenidos por el tratado. Río Grande fue invadida por los españoles en 1763, la población portuguesa huyó y el gobierno de la Capitanía de Río Grande de San Pedro se trasladó apresuradamente a Viamão. El Puerto de Viamão fue elevado a parroquia, con el nombre de Freguesia de São Francisco do Porto dos Casais, el 26 de marzo de 1772, hoy establecida como fecha oficial de la fundación de la ciudad. En vista de su mejor situación geográfica y estratégica, el 25 de julio de 1773 el gobernador de la Capitanía, Marcelino de Figueiredo, ordenó trasladar allí la capital cuando la freguesía contaba ya con cerca de 1500 habitantes.
Con la paz entre Portugal y España alcanzada en el Tratado de San Ildefonso, se regularizó la propiedad de la tierra y comenzó a organizarse la administración. Se construyeron el Palacio de Barro, primera sede del Gobierno, un cementerio, una prisión, un pequeño teatro y la iglesia matriz. Las calles fueron pavimentadas, se creó una oficina de correos, el comercio comenzó a florecer, la actividad del puerto se intensificó y la pequeña ciudad asumió su papel definitivo como capital de la Capitanía, creciendo rápidamente. En 1798 tenía 3000 habitantes y en 1814 ya contaba con 6000. 

### SigloXIX

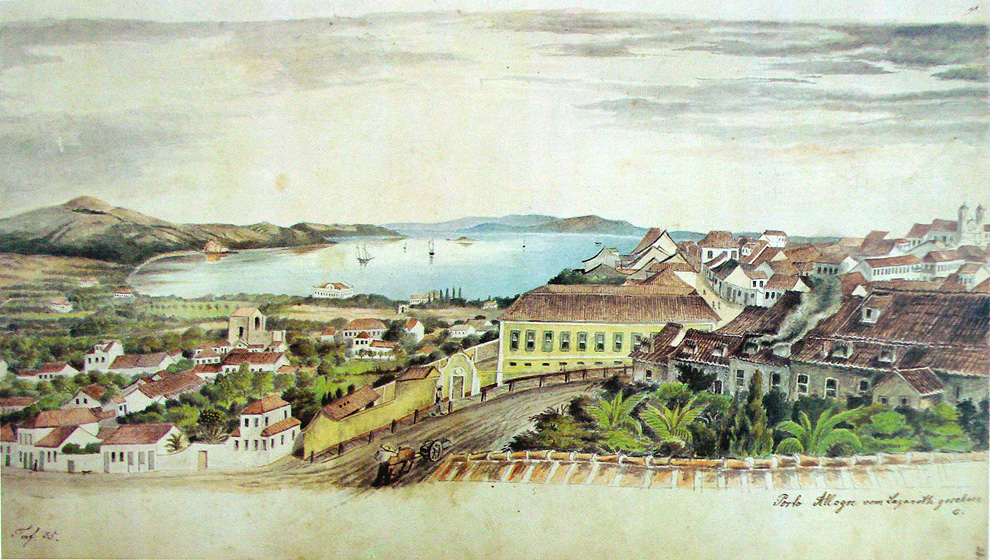
Porto Alegre en 1852 por Herrmann Rudolf Wendroth

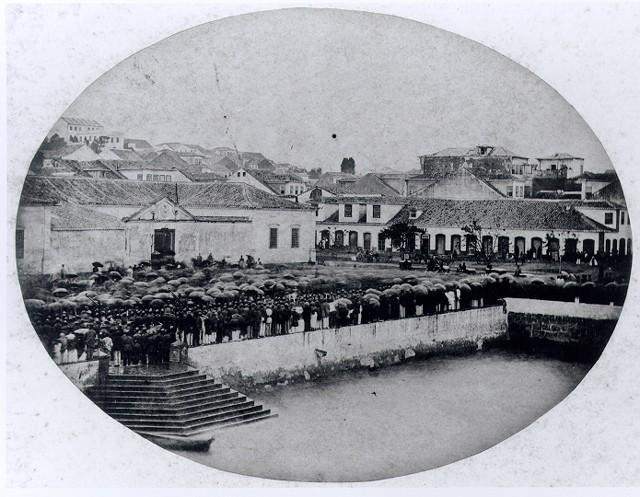
Antigua Aduana de Porto Alegre, Recepción de Dom Pedro II. Foto: Luíz Terragno, 1865

El 27 de agosto de 1808 la parroquia fue elevada a la categoría de ciudad, siendo instalada el 11 de diciembre de 1810. El 16 de diciembre de 1812 Porto Alegre se convirtió en la sede de la recién creada Capitanía de San Pedro del Río Grande del Sur y cabeza de la comarca de São Pedro do Rio Grande y Santa Catarina. En 1814, el nuevo gobernador, Diogo de Sousa, obtuvo la concesión de una gran sesmaría al norte, con el expreso propósito de estimular la agricultura local. Con el crecimiento de ciudades cercanas como Rio Pardo y Santo Antônio da Patrulha, y en vista de su privilegiada situación geográfica en la confluencia de las dos principales vías fluviales interiores –el río Jacuí y la Lagoa dos Patos–, Porto Alegre comenzaba a convertirse en el mayor centro comercial de la región. La flota permanente que frecuentaba el puerto en la época era de un centenar de barcos, y en 1804 se creó una aduana. También comenzaron las exportaciones de trigo y charqui. En 1816, se comercializaron 400 000 fanegas de trigo a Lisboa, y en 1818 se vendieron más de 120 000 arrobas de charqui, producto que pronto cobraría protagonismo en la economía local.
En 1822, la villa se convirtió en ciudad. A partir de entonces, llegaron los primeros inmigrantes alemanes, que instalaron restaurantes, pensiones, pequeñas manufacturas, alfarerías, alambiques y diversos establecimientos comerciales. Como la situación económica de la Capitanía no iba bien, presionada por los pesados impuestos y desatendida por el gobierno imperial, en 1835 estalló en Porto Alegre la Revolución Farroupilha. Tomada en 1836 por las tropas imperiales, la ciudad sufrió tres largos asedios hasta 1838. Fue la resistencia a estos asedios lo que llevó a D. Pedro II a conceder a la ciudad el título de "Mui Leal e Valorosa". A pesar del crecimiento demográfico de la época, el tejido urbano sólo volvió a crecer en 1845, tras el fin de la revolución y con la demolición de las murallas que rodeaban la ciudad..
De 1865 a 1870, la guerra de la Triple Alianza transformó la ciudad en la ciudad más próxima al teatro de operaciones. La ciudad recibió dinero del gobierno central, así como un servicio de telégrafo, nuevos astilleros, cuarteles y mejoras en la zona portuaria. En 1872, comenzaron a circular las primeras líneas de tranvía. Se construyó la Usina del Gasómetro (1874) para generar energía y se instaló un sistema de alcantarillado (1899), al tiempo que se ampliaban los barrios de la ciudad. En la segunda mitad del siglo, la cultura local recibió más atención con la construcción de un gran teatro, el Theatro São Pedro, y el surgimiento de los primeros literatos como Antônio Vale Caldre Fião, Hilário Ribeiro, Luciana de Abreu, Pedro Weingärtner, Apolinário Porto-Alegre, Joaquim Mendanha y Carlos von Koseritz. Se fundó la Sociedad Partenón Literario conformada por la élite de la intelectualidad gaúcha y, en 1875, se celebró el primer salón de arte.

### SigloXX

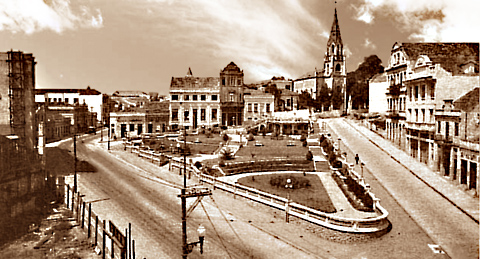
Praça Otávio Rocha en 1930

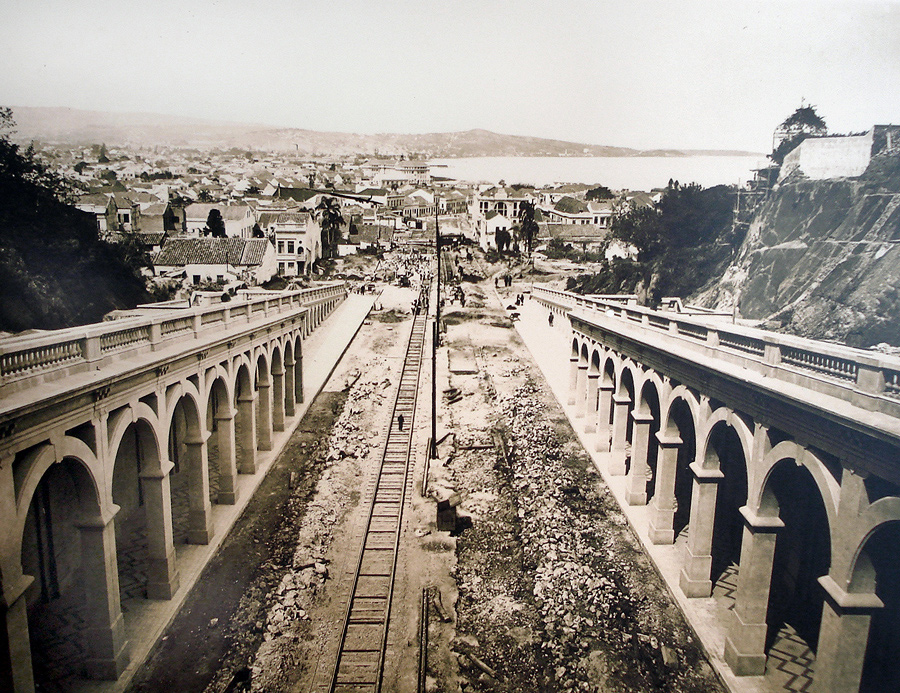
Apertura de la avenida Borges de Medeiros y construcción del Viaducto Otávio Rocha a principios del siglo XX

A principios del siglo XX, Porto Alegre pasó a ser vista como la tarjeta de visita de Río Grande del Sur, idea alineada con los objetivos del positivismo, corriente filosófica abrazada por los gobiernos estatal y municipal por lo que la ciudad debía transmitir una impresión de orden y progreso. Para concretar la idea, la Alcaldía, encabezada por José Montaury, inició un amplio programa de obras públicas. Montaury permaneció en el gobierno municipal durante 27 años siendo sucedido por Otávio Rocha y Alberto Bins que, en líneas generales, mantuvieron la misma orientación. Para controlar mejor el proceso de desarrollo, el municipio asumió la responsabilidad por muchos servicios públicos, como el suministro de agua potable, iluminación pública, transporte, educación, policía, saneamiento y asistencia social, en un volumen que excedía con mucho la costumbre de la época y superaba lo que el estado de São Paulo y el estado de Río de Janeiro hacían al mismo tiempo. Sin embargo, el crecimiento de la administración pública y la cantidad de obras demandaron recursos por encima de la capacidad de recaudación, y se contrajeron grandes préstamos.
Un hito en la cultura fue la fundación, en 1908, del Instituto Libre de Bellas Artes, antecesor del actual Instituto de Artes de la UFRGS, que concentró la producción artística en la capital y fue prácticamente la única referencia institucional significativa en el estado hasta la década de 1960 en los campos del estudio, la enseñanza y la producción artística.
En 1940, el municipio contaba con cerca de 385 000 habitantes y sus tasas de crecimiento eran positivas para las obras de industria, construcción, educación, salud, electrificación, saneamiento, movimiento portuario, transporte y urbanización. Se aumentaron las conexiones viales y aéreas con el centro de Brasil y se amplió la red ferroviaria hacia el interior del estado.

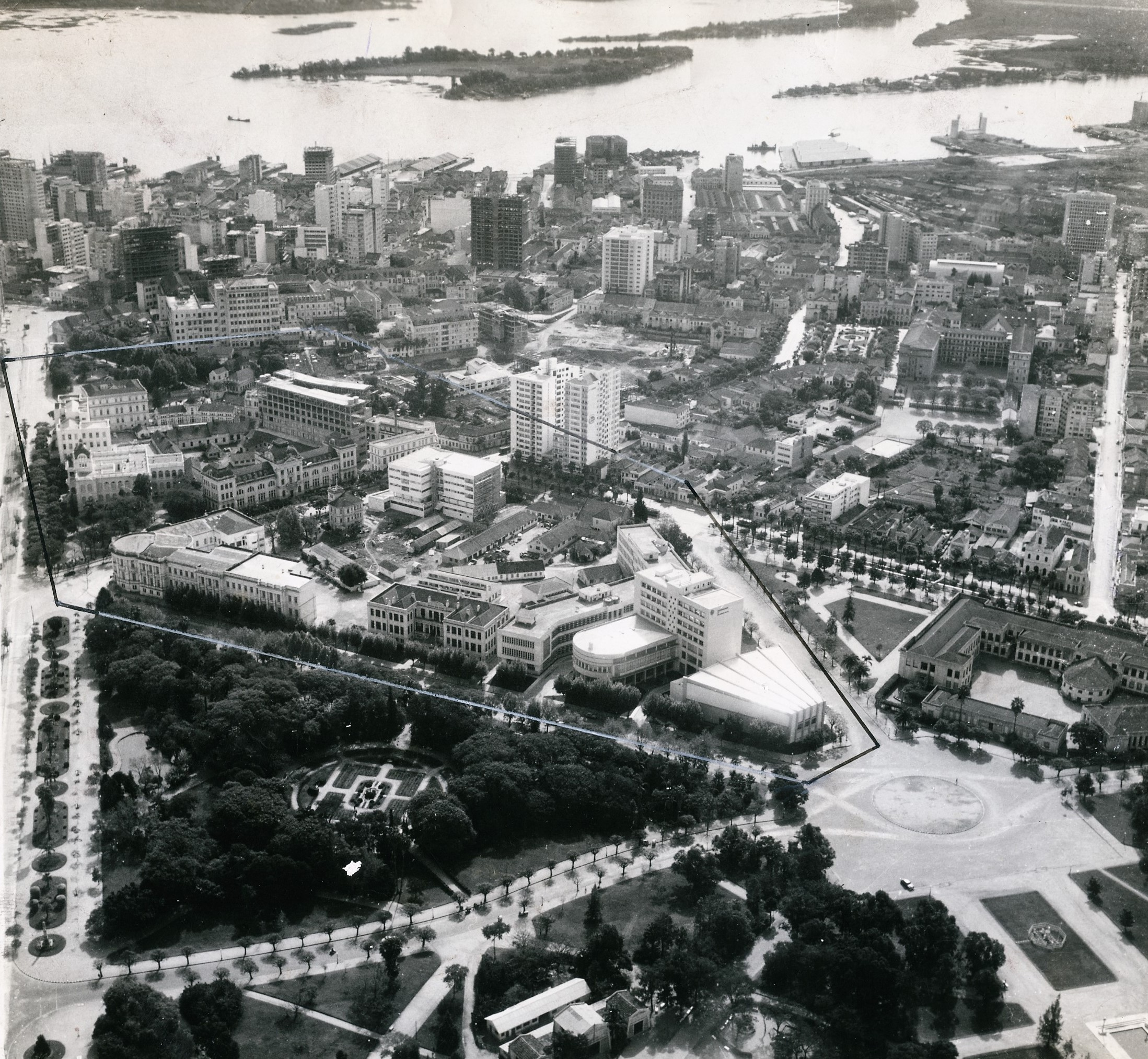
Porto Alegre el 11 de mayo de 1961. Archivo Nacional del Brasil.

A finales de la década de 1950 se implementó el primer Plan Director, compuesto sobre la base de la Carta de Atenas. Para Helton Bello, este plan condujo a la verticalización de la ciudad, haciendo que Porto Alegre experimentase el mayor crecimiento edificatorio de su historia, lo que alteró significativamente la morfología urbana.
La segunda mitad del siglo XX se caracterizó por un crecimiento urbano y demográfico acelerado, y los sucesivos administradores volvieron a apostar por una serie de inversiones en obras públicas, mientras la ciudad veía desaparecer gran parte de sus edificios antiguos bajo la ola del progreso. Al mismo tiempo, la cultura de Porto Alegre se caracterizó por una fuerte coloración política, reuniendo a un importante grupo de influyentes intelectuales y productores artísticos alineados con el existencialismo y el comunismo. Entre finales de la década de 1950 y los años previos al Golpe Militar del 64, se representaron obras de teatro de vanguardia, con polémicos planteamientos de crítica social; las artes plásticas mostraron un arte realista/expresionista del mismo perfil, que en ocasiones adquiría un tono panfletario. En cuanto al golpe, Porto Alegre fue escenario de importantes movimientos políticos que condujeron a su realización liderados por el entonces gobernador Ildo Meneghetti desde el Palacio Piratini.

### SigloXXI
Porto Alegre se ha convertido en las últimas décadas en una de las grandes metrópolis de Brasil. Ha internacionalizado su cultura, se ha convertido en un modelo de administración pública, ha impulsado su economía hasta el punto de convertirse en una de las ciudades más ricas del mundo y ha alcanzado altos niveles de calidad de vida, pero al mismo tiempo comenzó a experimentar los problemas que afligen a otros grandes centros urbanos de Brasil, con el surgimiento de favelas, dificultades en el tráfico y el crecimiento de los índices de polución y criminalidad. 

#### Inundaciones de 2024

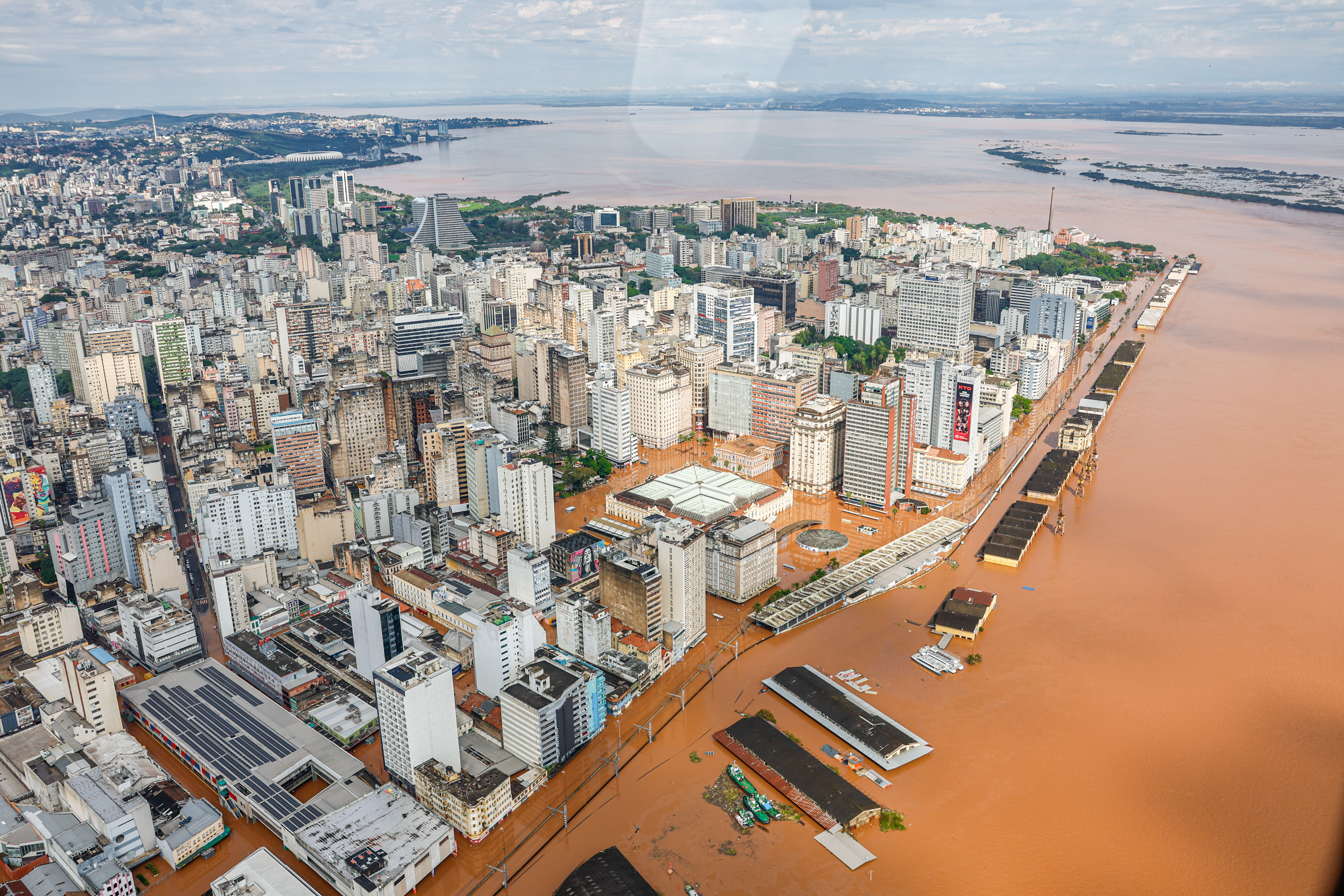
Centro de Porto Alegre inundado en 2024, con el lago Guaíba superando el nivel de la histórica inundación de 1941.

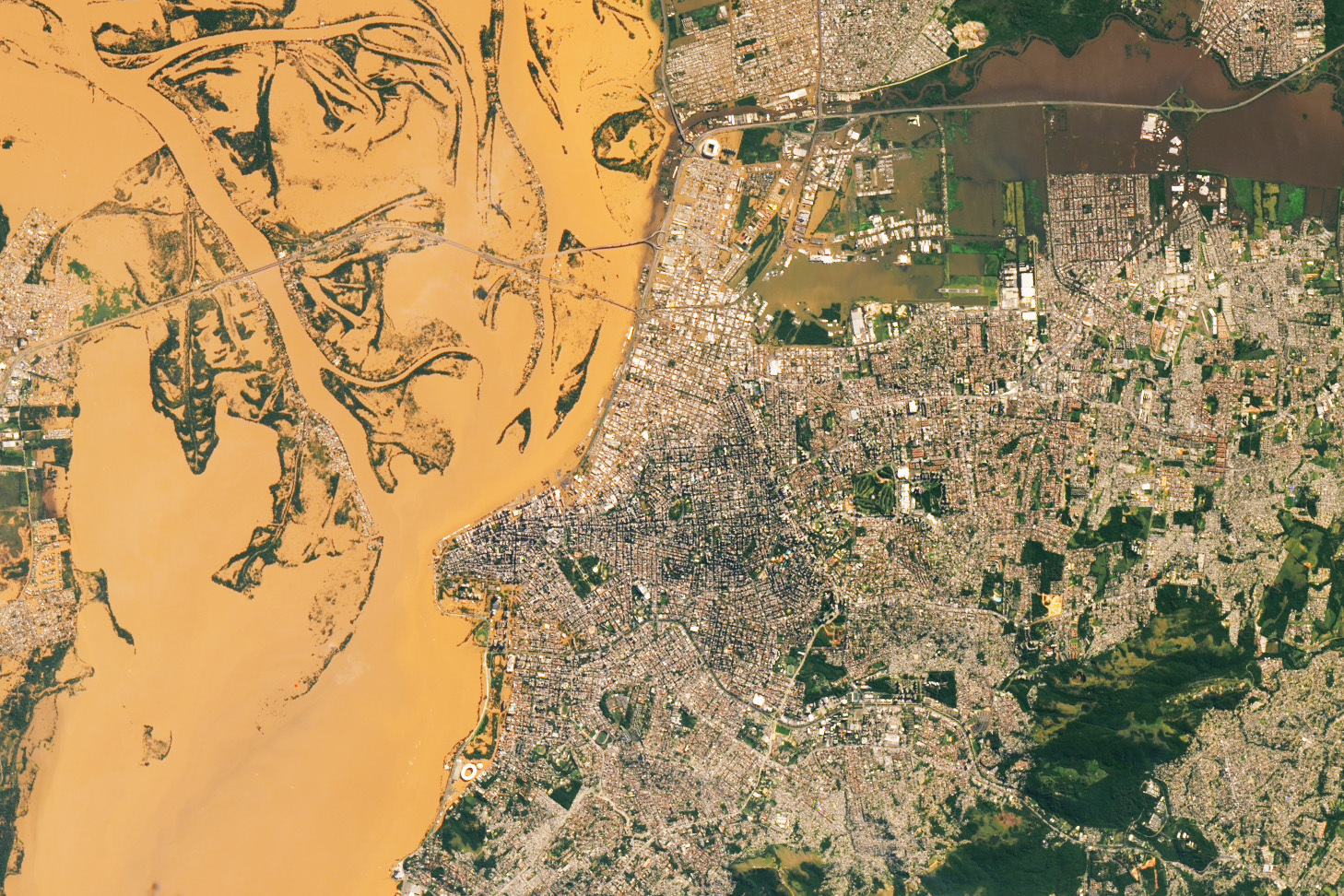
Imagen satelital de la Gran Porto Alegre parcialmente inundada el 8 de mayo de 2024

Entre abril y mayo del 2024, en muchas ciudades del estado llegó a llover entre 500 a 700 mm, correspondiendo a un tercio de la media histórica de precipitaciones anuales, y en muchas otras las precipitaciones llegaron a entre 300 y 400 mm. La excesiva precipitación afectó cerca del 67 % del territorio del estado, y según Defensa Civil, hasta las 9 horas del día 11 de mayo, 444 municipios reportaron daños, registrándose 136 muertos, 125 desaparecidos y 756 heridos. Más de 1,95 millones de personas fueron afectadas y más de 411 mil tuvieron que salir de sus casas. Centenas de millares de personas se quedaron sin agua, energía eléctrica o comunicaciones. La Confederación Nacional de Municipios estimó los daños en el valor de 4,6 billones de reales , principalmente en el sector vivienda. El 5 de mayo, el gobierno federal decretó estado de calamidad pública. El gobierno gaúcho clasificó la situación como "la mayor catástrofe climática" de la historia del estado. El evento extremo repercutió en la prensa internacional, destacándose su relación con el cambio climático.
En Porto Alegre, el sistema de contención de inundaciones, compuesto por un muro y una serie de diques, presentó fallas de funcionamiento. Las compuertas se rompieron o gotearon, y las estaciones que bombeaban agua al Guaíba dejaron de funcionar. Como consecuencia, el centro histórico y varios otros barrios sufrieron grandes inundaciones, como en Menino Deus, Cidade Baixa y Sarandi, obligando a la evacuación de las áreas más afectadas. En algunas rúas el tránsito sólo era posible en embarcaciones.
El bloqueo de las principales vías de acceso a la ciudad provocó problemas de abastecimiento de alimentos y combustible. El temor de la escasez provocó una corrida de parte de la población a los mercados y grifos, pero la Asociación Gaúcha de Supermercados y la Sulpetro garantizaron que las dificultades eran puntuales y que no habría desabastecimiento. La paralización de varias depuradoras, anegadas por la riada o desactivadas preventivamente por riesgo de cortocircuito, dejó sin agua al 85 % de la población de la capital, según datos de Corsan. El 6 de mayo, el gobierno de la ciudad emitió un decreto municipal en el que determinó que la distribución de agua sea exclusiva para el "abastecimiento y consumo esencial" al menos "hasta que se retorne a situación de regularidad del abastecimiento de agua". Los barrios inundados tuvieron cortes de energía eléctrica de manera preventiva, afectando 138 mil personas. El Aeropuerto Internacional de Porto Alegre fue alcanzado por las aguas provenientes de las inundaciones en Río Grande del Sur. La pista de aterrizaje y los edificios fueron inundados y el agua alcanzó hasta 2,5 metros de altura en algunos puntos del aeropuerto. Ante la situación, Fraport, administradora del complejo aeroportuario, suspendió por tiempo indeterminado todos los vuelos.

### Antiguos nombres de la ciudad
- Porto do Viamão (desde 1730)
- Porto dos Dorneles (desde 1740)
- Porto dos Casais (desde 1752)

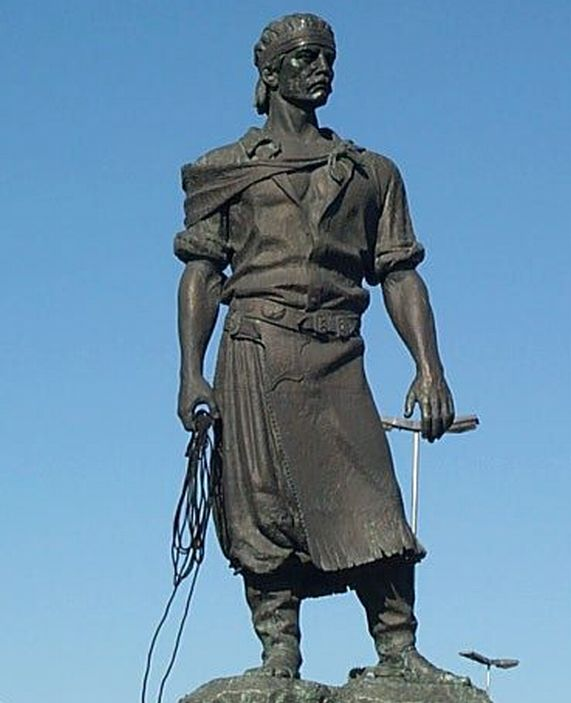
Monumento al lazador, símbolo oficial de la ciudad de Porto Alegre. Obra de Antônio Caringi para la cual Paixão Côrtes sirvió de modelo en 1954.

- Porto de São Francisco dos Casais (1772)
- Nossa Senhora Madre de Deus de Porto Alegre (1773)
- Viamont o Viamonte (1776)
- Vila de Nossa Senhora Madre de Deus de Porto Alegre (1809)
- Cidade de Porto Alegre (1822)
- Mui Leal e Valerosa Cidade de Porto Alegre (a partir de 1841)

Observación: los nombres Leal y Valerosa surgen del hecho de que Porto Alegre se mantuvo fiel al Imperio Brasileño durante la guerra de los Farrapos. En el escudo de la ciudad está grabada la inscripción Leal y Valerosa.

## Gobierno

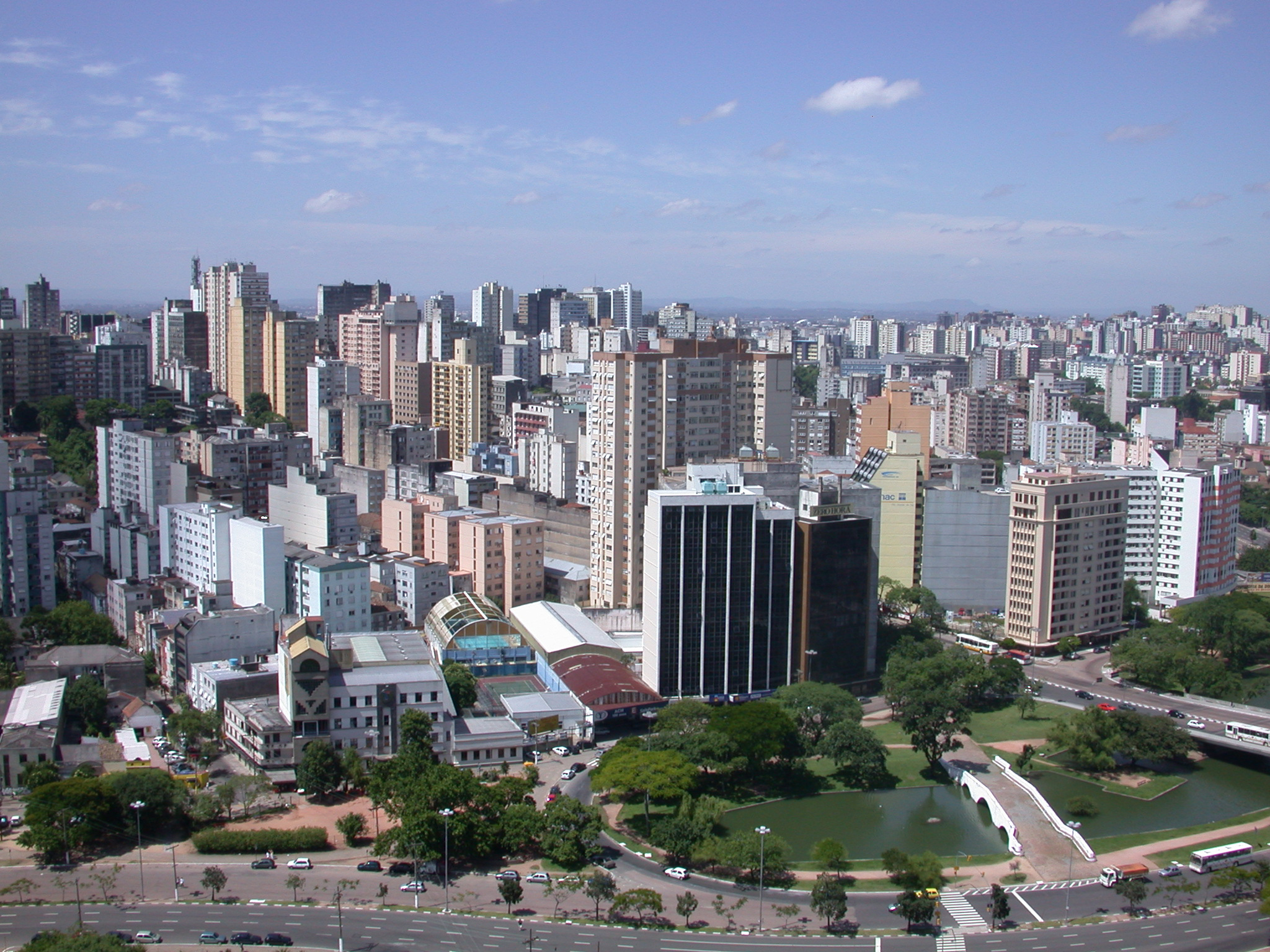
Centro de la Ciudad.

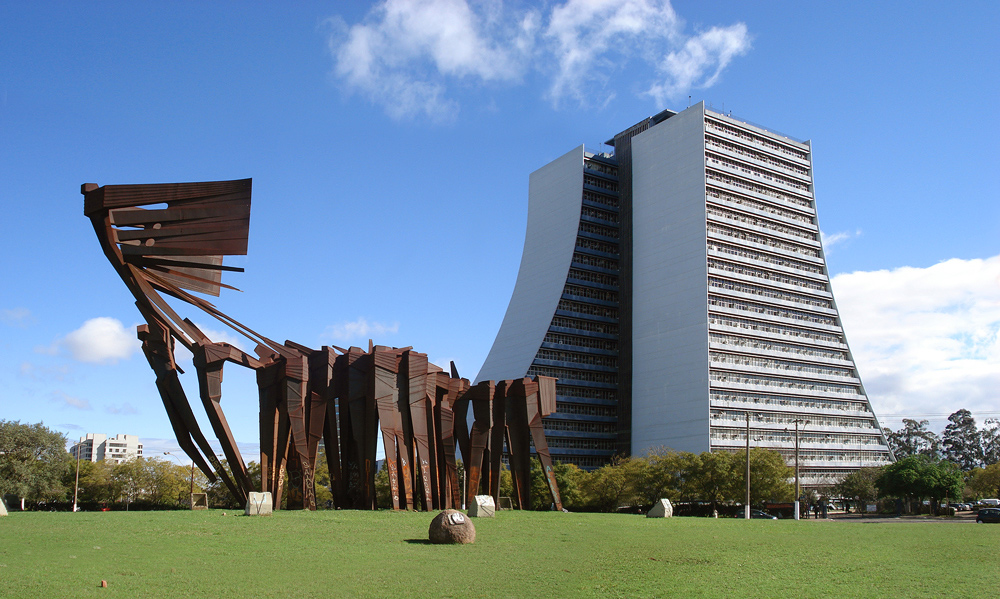
Monumento a los Azoreños y, al fondo, el Centro Administrativo Fernando Ferreri

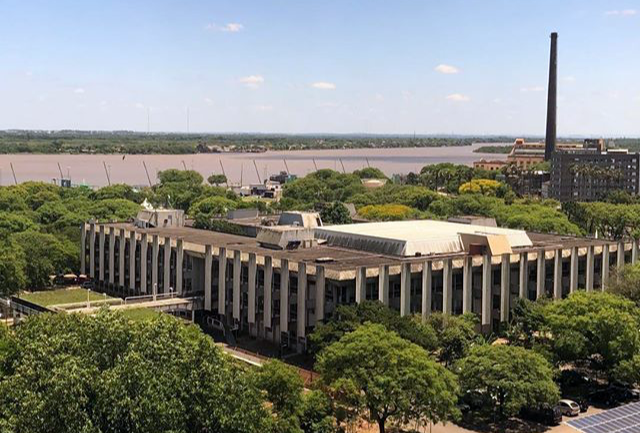
Palacio Aloísio Filho, sede de la Cámara Municipal

El gobierno municipal se realiza a través de dos poderes: el ejecutivo y el legislativo. El ejecutivo está representado por el alcalde, los secretarios municipales y otros órganos directos e indirectos de la administración pública. El alcalde de Porto Alegre es Sebastião Melo, del MDB, elegido en segunda vuelta de las elecciones municipales de 2020 con el 54,63% de los votos válidos y juró el cargo el 1 de enero de 2020. El legislativo reside en la Cámara Municipal, que está conformada por 36 concejales. Porto Alegre alberga un distrito del poder judicial del estado. Como capital del estado de Río Grande del Sur, la ciudad es también sede de los poderes ejecutivo (Palacio Piratini), legislativo (Palacio Farroupilha) y judicial (Tribunal de Justicia del Estado de Río Grande del Sur) del estado.
Una de las características más llamativas de la administración pública de Porto Alegre es la adopción de un sistema de participación popular en la definición de las inversiones públicas, el llamado "presupuesto participativo". Según Fedozzi y Costa, este sistema ha sido reconocido internacionalmente como una experiencia exitosa de interacción entre la población y las esferas administrativas oficiales en la gestión pública. La distribución de los recursos de inversión sigue un proceso de planificación que comienza con la indicación de prioridades por parte de las asambleas regionales o temáticas y culmina con la aprobación de un plan de inversiones que programa obras y actividades desglosadas según las decisiones de las asambleas. También según Fedozzi, esto permite el ejercicio del control social sobre los gobernantes, creando obstáculos al clientelismo y garantizando que segmentos sociales históricamente excluidos del desarrollo sean reconocidos e integrados como sujetos activos en los procesos de toma de decisiones. La participación mayoritaria de las clases populares y las inversiones prioritarias, sobre todo en infraestructura, atestiguan el atractivo popular de la propuesta. Sin embargo, hay quienes lo discuten, afirmando que este modelo se ha desgastado con los años y ya no provoca debate ni fomenta la participación, o que sus efectos no son significativos.

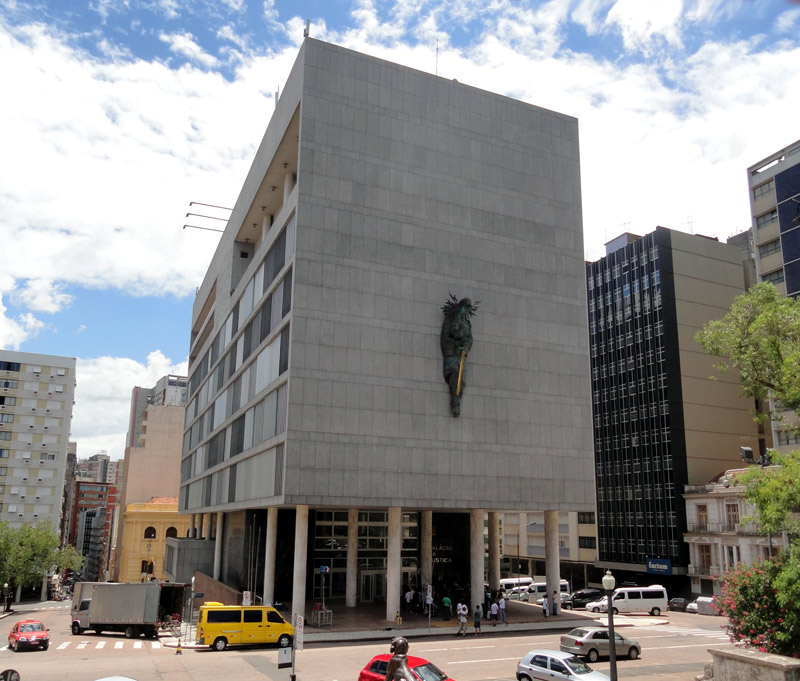
Palácio da Justiça, sede del poder judicial de Rio Grande do Sul

Otras cuestiones sociopolíticas que se han planteado en los últimos tiempos son las relativas a las minorías, como la indígena, la negra y otras que, si bien han ganado progresivamente respeto, espacio y visibilidad, aún esperan estudios que profundicen el conocimiento de sus realidades, y medidas públicas que atiendan más satisfactoriamente sus necesidades, proporcionando una inserción más digna, representativa y activa en la sociedad local.
La ciudad destacó en los últimos años por organizar las tres primeras ediciones del Foro Social Mundial, en 2001, 2002 y 2003. La tercera edición atrajo a 20,763 delegados en representación de 130 países, con una audiencia total de 100.000 personas de todo el mundo. Según Oded Grajew, uno de los mentores del Foro, la iniciativa pretendía denunciar los riesgos del modelo neoliberal. Los actos han inspirado la creación de movimientos similares en varios países, y muchos de los que han asistido al FSM desde sus inicios son ahora presidentes de sus países u ocupan importantes cargos gubernamentales. La 10ª edición del FSM también se celebró en Porto Alegre, centrando sus debates en la reflexión sobre los resultados alcanzados hasta la fecha. Las conclusiones, sin embargo, fueron controvertidas. En sentido contrario, otro evento importante es el Foro de la Libertad, que se celebra anualmente desde 1988 y pretende encontrar alternativas objetivas y viables para resolver los problemas de Brasil, defendiendo la línea liberal o neoliberal.

### Subdivisiones

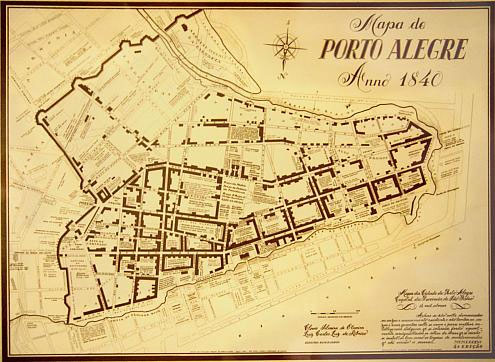
Plano del núcleo urbano inicial de la ciudad, de 1840, aún con la línea de muralla marcada

Porto Alegre fue originalmente dividida en barrios, forma documentada por primera vez en 1892. En 1927 fue dividida en zonas (urbanas, suburbanas y rurales) y distritos, subdividiéndolos en secciones. En la década de 1950 se formuló la división por barrios. El primero en ser creado fue Medianeira, a través de la Ley Municipal n.º 1762, del 23 de julio de 1957. 
Recién a partir de ese año las áreas de la ciudad pasaron a tener nombres propios dado que hasta entonces la división era hecha por distritos. La primera referencia encontrada en este sentido data del 1 de diciembre de 1892, cuando, por el acto Nº 07, firmado por el Intendente João Luiz de Faria, el municipio fue dividido en ocho distritos y estos a su vez fueron subdivididos en "comissariados". Por la Ley Municipal n.º 36, del 31 de agosto de 1925, fue autorizado el desmembramiento de los distritos 8º y 9º distritos. Em 1927, a través del Decreto 115, hubo una rectificación en los límites del municipio y la división del territorio pasó a ser hecha por zonas (urbana, suburbana y rural) y distritos, además de ser creada una subdivisión por secciones.
Los distritos creados eran nueve, subdivididos en hasta cuatro secciones cada uno. En 1940, a través del Decreto-Ley n.º 25, fueron delimitadas, nuevamente las tres zonas y los distritos. En el texto del decreto son mencionados apenas 3 distritos (Distrito da Cidade, Distrito de Belém Novo e Distrito da Pintada). Este tipo de división fue mantenido hasta casi el final de la década de 1950, cuando comenzaron a ser creados los barrios.
Luego de la creación de Medianeira, otros 57 barrios fueron creados por Ley nº 2,022, del 7 de diciembre de 1959. Entre 1963 y 1998 se crearon varios otros, y algunos de los primeros tuvieron sus límites rectificados. Los últimos en ser creados fueron Jardim Isabel, en 2009, Chapéu do Sol y Campo Novo, ambos en 2011. En 2014, Porto Alegre contaba oficialmente con 81 barrios. El barrio más grande es Arquipélago, con 4,718 ha, y el más pequeño es Bom Fim con 38. Todavía existen algunas áreas sin nombre oficial, descritas como Zona Indefinida y que son conocidas por nombres atribuidos popularmente, como Morro Santana, Passo das Pedras y Aberta dos Morros. En 2000 la Zona Indefinida tenía 10,290 ha, con una población de 115,671 personas.
Según Hickel, Porto Alegre puede dividirse en diez macrozonas de organización espacial urbana, cada una con diferentes patrones de desarrollo urbano, espacios públicos de distinta naturaleza y funciones, diferentes tipos de edificios y estructura viaria, así como sus propios aspectos socioeconómicos, paisajísticos y medioambientales y su potencial de crecimiento. La Ciudad Radiocéntrica comprende el Centro Histórico', con una red radial de alta densidad de población. Al norte se encuentra el Corredor del Desarrollo, una zona con potencial económico y una ubicación privilegiada debido a la presencia de carreteras que la conectan con los principales centros de la Región Metropolitana, pero es una zona poco residencial y ha sido ocupada por favelas. Al sur se encuentra la Cidade Xadrez, con una red viaria ortogonal, resultado de la expansión planificada de la ciudad en esa dirección. La «Ciudad de la Transición» se caracteriza por la transición de una ocupación más densa a una urbanización enrarecida, más concentrada en las cimas de las colinas. En la orilla suroeste del Guaíba se encuentra la «Ciudad Jardín», en la que predominan las casas y la arboleda densa. En el borde oriental está el Eixo Lomba do Pinheiro, con un gran número de barrios de renta baja y chabolas. En el centro-sur está Restinga, que se creó para albergar a la población de bajos ingresos expulsada de las zonas de ocupación irregular. En el extremo sur se encuentra la Ciudad Rural-Urbana, una vasta zona de ocupación dispersa, que mezcla diferentes grados de actividad rural y urbana. Las Islas del Delta do Jacuí tienen pocos puntos de urbanización y una gran área de preservación natural, de importancia ecológica para el municipio y el estado.

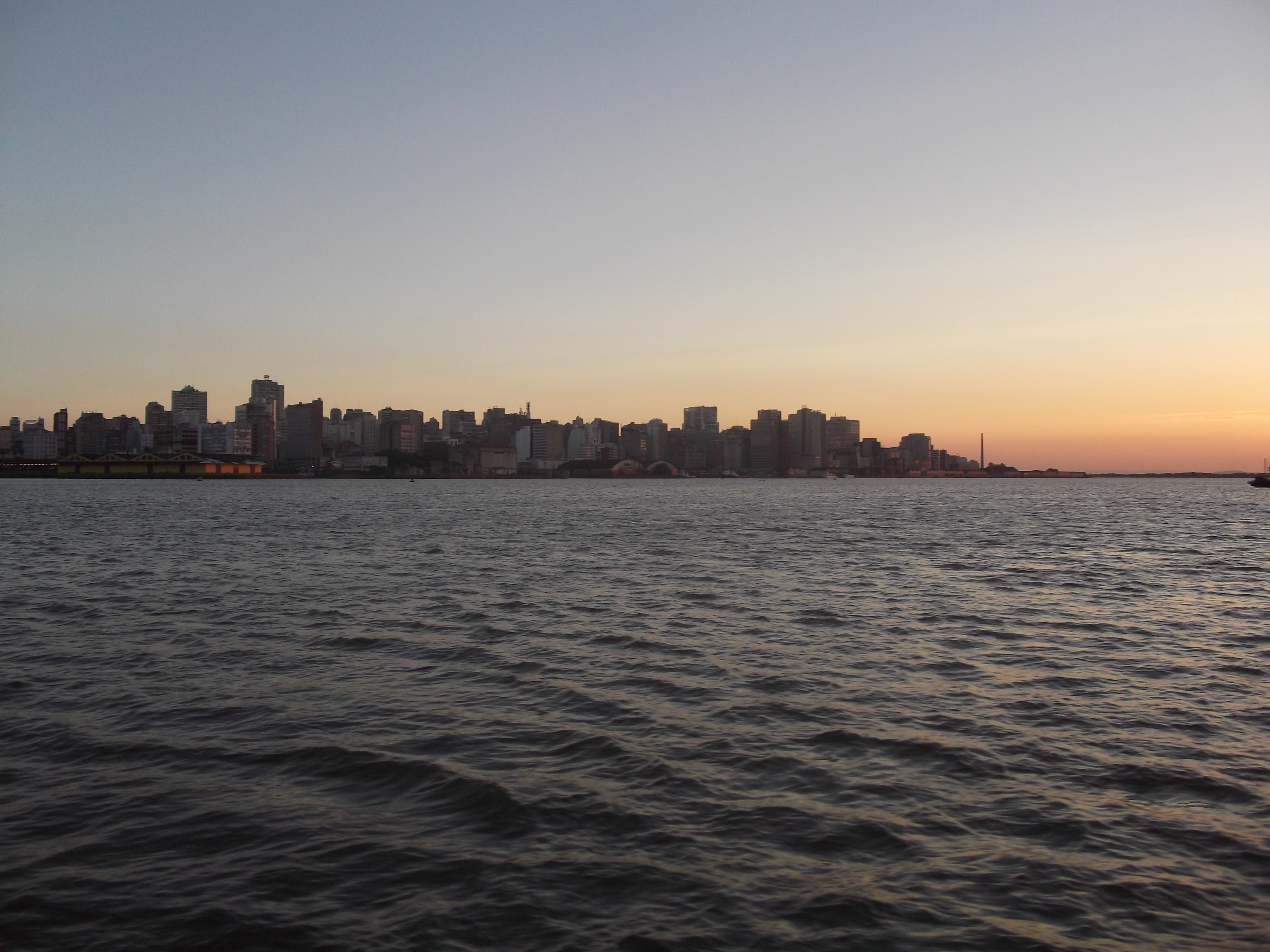
Centro de Porto Alegre visto desde el río Guaíba.

Actualmente la ciudad cuenta con 94 barrios oficiales, entre ellos:
| - Aberta Morros - Agronomía - Alto Teresópolis - Anchieta - Arquipélago - Auxiliadora - Azenha - Bela Vista - Belém Novo - Belém Velho - Boa Vista - Bom Fim - Bom Jesus - Camaquã - Cascata - Cavalhada - Cel. Aparício Borges - Centro - Chácara das Pedras - Chapéu do Sol - Cidade Baixa - Cristal - Cristo Redentor | - Espírito Santo - Farrapos - Farroupilha - Floresta - Glória - Guarujá - Higienópolis - Hípica - Humaitá - Independência - Ipanema - Jardim Botânico - Jardim Carvalho - Jardim do Salso - Jardim Floresta - Jardim Inga - Jardim Itu-Sabará - Jardim Lindóia - Jardim Leopoldina - Jardim Planalto - Jardim São Pedro - Lami | - Lomba do Pinheiro - Marcílio Dias - Mário Quintana - Medianeira - Menino Deus - Moinhos de Vento - Mont'Serrat - Navegantes - Nonoai - Nova Gleba - Parque São Sebastião - Parque Santa Fé - Partenon - Passo d'Areia - Passo das Pedras - Pedra Redonda - Petrópolis - Ponta Grossa - Praia de Belas - Protásio Alves - Restinga - Rio Branco | - Rubem Berta - Santa Cecília - Santa María Goretti - Santa Tereza - Santana - Santo Antônio - São Geraldo - São João - São José - São Sebastião - Sarandi - Serraria - Teresópolis - Três Figueiras - Tristeza - Vila Assunção - Vila Conceição - Vila Ipiranga - Vila Jardim - Vila João Pessoa - Vila Monte Cristo - Vila Nova |

### Ciudades hermanas

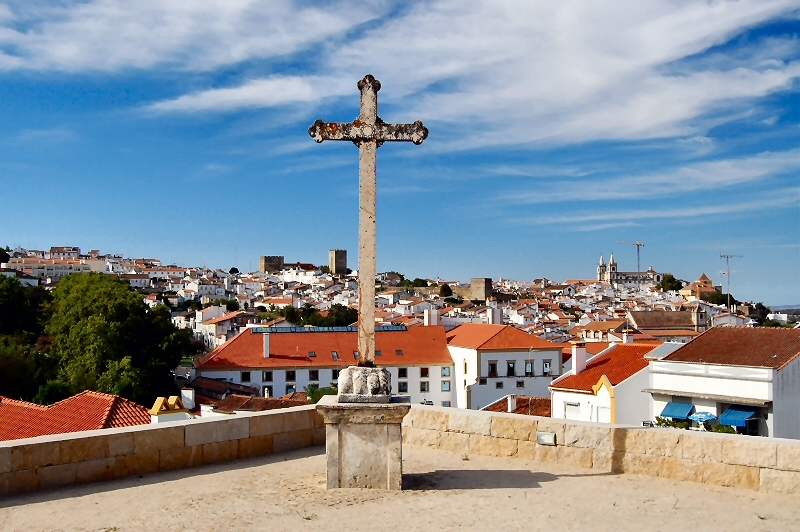
Vista de Portalegre, en Portugal, ciudad hermana de Porto Alegre

Las ciudades hermanas de Porto Alegre están indicadas por decreto municipal. La integración se firma con el objetivo de crear relaciones y mecanismos a nivel económico y cultural a través de los cuales las ciudades establezcan lazos de cooperación. Porto Alegre cuenta actualmente con trece ciudades hermanas:
- Austin, Texas, Estados Unidos[79]
- Horta, Portugal[79]
- Kanazawa, Japón[78]
- La Plata, Argentina[78]
- Morano Calabro, Italia[78]
- Natal, Rio Grande do Norte][78]
- Newark, Nueva Jersey, Estados Unidos[79]
- Portalegre, Portugal[79]
- Punta del Este, Uruguay[78]
- Rosario, Argentina[78]
- San Petersburgo, Rusia[79]
- Ribeira Grande, Portugal[78]
- Suzhou, China[79]

## Economía
Según los datos del IBGE para el año 2020, el PIB de Porto Alegre es de R$ 76.074.563,08 (x 1000) y su PIB per cápita es de R$ 51.116,72.
Según la consultoría británica Jones Lang LaSalle (2004), Porto Alegre está en segundo lugar en producción rural e industrial entre las ciudades brasileñas.

### Sector terciario
La ciudad cuenta con diversos centros comerciales. En el centro de la ciudad se encuentra el histórico Mercado Público. En las calles de Padre Chagas y Fernando Gomes, también conocidas como Vereda de la Fama (en portugués, Calçada da Fama), localizadas en el barrio Moinhos de Vento, existen diversos bares, cafés, restaurantes y casas nocturnas. Son las dos calles terciarias más famosas de Porto Alegre.

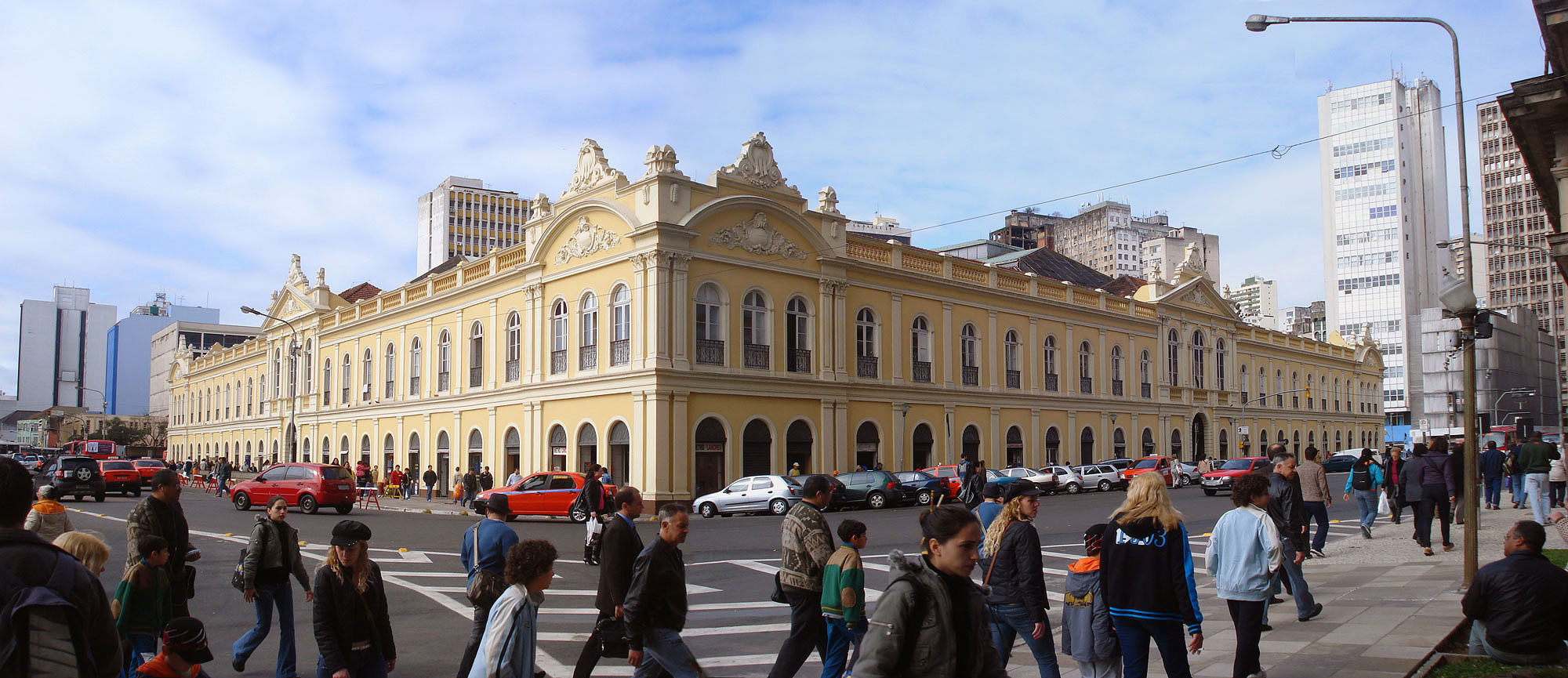
Mercado Público de Porto Alegre.

### Turismo
Porto Alegre es una de las principales puertas de entrada de visitantes internacionales en Brasil, ocupando el sexto lugar entre las ciudades brasileñas que más reciben turistas extranjeros.
Entre sus principales atractivos turísticos se destacan el Monumento al lazador, símbolo de la identidad gaucha ubicado en la entrada norte de la ciudad, y la Usina del Gasómetro, un antiguo edificio industrial reconvertido en centro cultural, situado a orillas del Lago Guaíba. Uno de los espectáculos naturales más apreciados por locales y visitantes es la puesta de sol sobre el Guaíba, considerada una de las más bellas del país.
La ciudad cuenta con una infraestructura hotelera diversa y de calidad, con presencia de cadenas nacionales e internacionales que se han establecido en las últimas décadas, especialmente en zonas cercanas al Aeropuerto Internacional Salgado Filho y en el centro histórico.

## Demografía

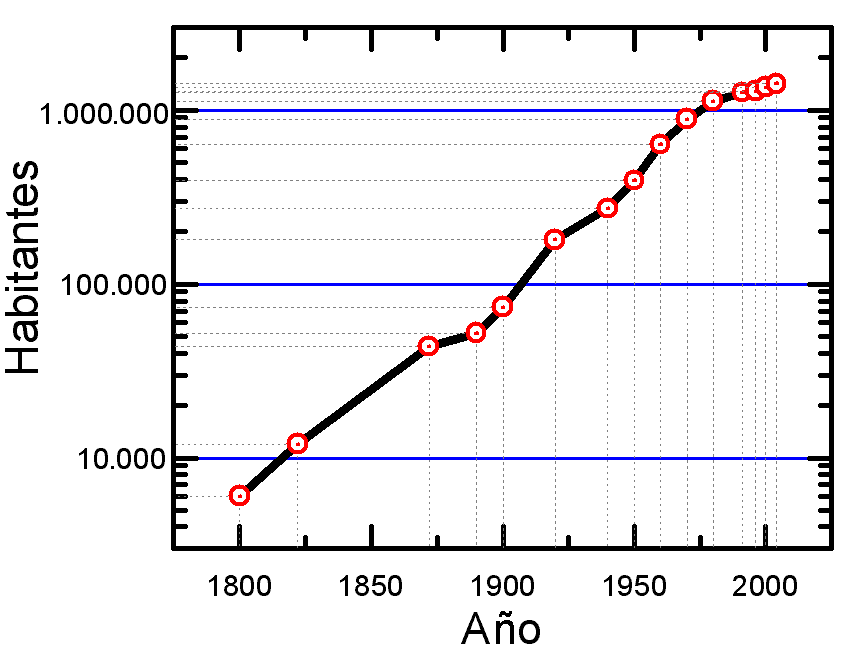
Crecimiento de la población de Porto Alegre.

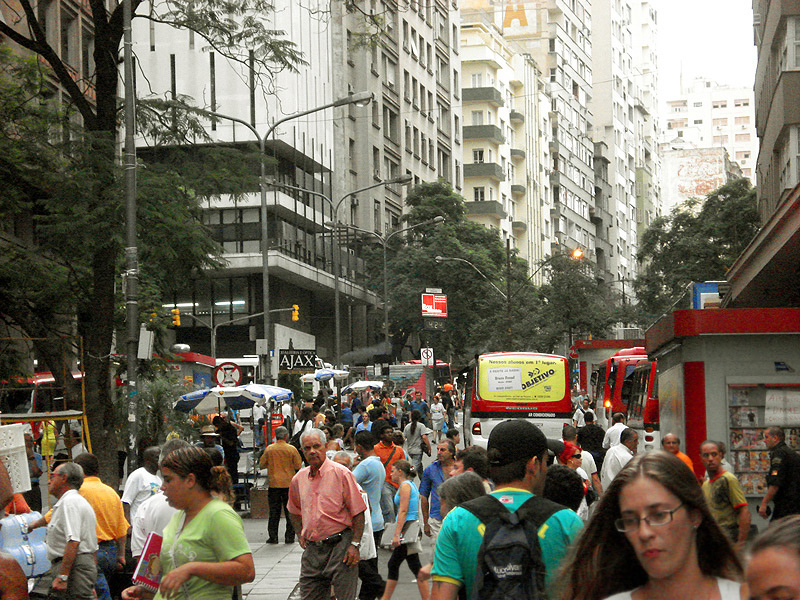

### Población
- 1800: 6.000;
- 1822: 12.000;
- 1872: 43.998 (IBGE);
- 1890: 52.421 (IBGE);
- 1900: 73.647 (IBGE);
- 1920: 179.263 (IBGE);
- 1940: 272.232 (IBGE);
- 1950: 394.151 (IBGE);
- 1960: 635.125 (IBGE);
- 1970: 885.545 (IBGE);
- 1980: 1.125.477 (IBGE);
- 1991: 1.263.403 (IBGE);
- 1996: 1.286.879 (IBGE);
- 2000: 1.360.590 (IBGE);
- 2004: 1.416.363 (IBGE - estimada).
- 2005: 1.428.696 (IBGE - estimada).
- 2009: 1.436.123 (IBGE - estimada).[83]
- 2022: 1.332.570 (IBGE) - censo).

### Religión
| Religión           | Porcentaje | Número  |
| ------------------ | ---------- | ------- |
| Católicos          | 73.15%     | 995,330 |
| Protestantes       | 9.33%      | 126,879 |
| Ateos              | 8.16%      | 110,959 |
| Espiritualistas    | 4.29%      | 58,380  |
| Judaicos           | 0.49%      | 6,627   |
| Testigos de Jehová | 0.45%      | 6,092   |

Fuente: IBGE 2000. 

### Etnias
La composición étnica es de 82% de blancos, descendientes de varias partes de Europa, 8% de mestizos, 8% de negros (descendientes de ex-esclavos, y una minoría de asiáticos, inferior al 8%.
Según un estudio genético autosómico de 2011, la composición de la población de Porto Alegre es 77,70% de ancestralidad europea, 12,70% de ancestralidad africana y 9,60% de ancestralidad indígena.

## Geografía
El área del municipio de Porto Alegre es de 495.39 km² (IBGE/2022). De este total, 44.45 km² están distribuidos en las 16 islas sobre el río Guaiba. Actualmente la ciudad cuenta con 94 barrios. Posee un relieve algo montañoso en el extremo sur, presentando pequeños cerros, el más grande de ellos es el Morro Santana, con 311 m s. n. m. de elevación. La ciudad aún posee 70 km de costas bañadas por el Guaiba.

### Clima
El clima es subtropical húmedo, con veranos calientes e inviernos frescos y lluviosos. La temperatura media en enero es de 25 °C y en julio de 14 °C, el día más caliente fue el 1 de enero de 1943 con 40.7 °C y el más frío con -4.0 °C fue en julio de 1918. La media anual es de 19.5 °C aproximadamente, y la presencia de nieve es muy rara, sólo se produjo tres ocasiones confirmadas en los años 1879, 1910, 1984,
| Parámetros climáticos promedio de Porto Alegre | Parámetros climáticos promedio de Porto Alegre | Parámetros climáticos promedio de Porto Alegre | Parámetros climáticos promedio de Porto Alegre | Parámetros climáticos promedio de Porto Alegre | Parámetros climáticos promedio de Porto Alegre | Parámetros climáticos promedio de Porto Alegre | Parámetros climáticos promedio de Porto Alegre | Parámetros climáticos promedio de Porto Alegre | Parámetros climáticos promedio de Porto Alegre | Parámetros climáticos promedio de Porto Alegre | Parámetros climáticos promedio de Porto Alegre | Parámetros climáticos promedio de Porto Alegre | Parámetros climáticos promedio de Porto Alegre |
| Mes                                            | Ene.                                           | Feb.                                           | Mar.                                           | Abr.                                           | May.                                           | Jun.                                           | Jul.                                           | Ago.                                           | Sep.                                           | Oct.                                           | Nov.                                           | Dic.                                           | Anual                                          |
| ---------------------------------------------- | ---------------------------------------------- | ---------------------------------------------- | ---------------------------------------------- | ---------------------------------------------- | ---------------------------------------------- | ---------------------------------------------- | ---------------------------------------------- | ---------------------------------------------- | ---------------------------------------------- | ---------------------------------------------- | ---------------------------------------------- | ---------------------------------------------- | ---------------------------------------------- |
| Temp. máx. abs. (°C)                           | 39.1                                           | 37.9                                           | 38.1                                           | 34.6                                           | 32.2                                           | 31.5                                           | 31.4                                           | 34.9                                           | 34.8                                           | 36.0                                           | 39.0                                           | 39.2                                           | 39.2                                           |
| Temp. máx. media (°C)                          | 30.2                                           | 30.1                                           | 28.3                                           | 25.2                                           | 22.1                                           | 19.4                                           | 19.7                                           | 20.4                                           | 21.8                                           | 24.4                                           | 26.7                                           | 29.0                                           | 24.8                                           |
| Temp. media (°C)                               | 24.6                                           | 24.6                                           | 23.1                                           | 19.9                                           | 16.9                                           | 14.3                                           | 14.4                                           | 15.2                                           | 16.8                                           | 19.1                                           | 21.2                                           | 23.3                                           | 19.5                                           |
| Temp. mín. media (°C)                          | 20.5                                           | 20.8                                           | 19.3                                           | 16.3                                           | 13.0                                           | 10.7                                           | 10.7                                           | 11.5                                           | 13.1                                           | 15.0                                           | 17.0                                           | 18.9                                           | 15.6                                           |
| Temp. mín. abs. (°C)                           | 10.1                                           | 12.6                                           | 9.6                                            | 6.8                                            | 3.3                                            | -0.3                                           | 1.2                                            | 1.1                                            | 2.2                                            | 6.2                                            | 8.7                                            | 10.7                                           | -0.3                                           |
| Precipitación total (mm)                       | 105.9                                          | 99.2                                           | 104.7                                          | 77.3                                           | 90.0                                           | 138.4                                          | 118.5                                          | 137.1                                          | 142.2                                          | 121.3                                          | 92.4                                           | 93.4                                           | 1320.2                                         |
| Días de precipitaciones (≥ 1.0 mm)             | 9                                              | 8                                              | 8                                              | 7                                              | 8                                              | 9                                              | 9                                              | 9                                              | 10                                             | 9                                              | 8                                              | 7                                              | 101                                            |
| Horas de sol                                   | 239.0                                          | 208.1                                          | 200.7                                          | 180.3                                          | 166.1                                          | 136.0                                          | 148.6                                          | 151.1                                          | 151.2                                          | 201.9                                          | 216.6                                          | 245.2                                          | 2244.8                                         |
| Humedad relativa (%)                           | 71                                             | 74                                             | 75                                             | 77                                             | 81                                             | 82                                             | 81                                             | 79                                             | 78                                             | 74                                             | 71                                             | 69                                             | 76                                             |
| Fuente: INMET                                  |                                                |                                                |                                                |                                                |                                                |                                                |                                                |                                                |                                                |                                                |                                                |                                                |                                                |

En mayo de 2024 se registró una inundación histórica (desde 1941), con afectación extensa de la infraestructura, que obligó a evacuación compulsiva de sus pobladores. La ciudad superó su promedio de lluvias de todo el mes mayo en los primeros cinco días del mes.

### Medio ambiente

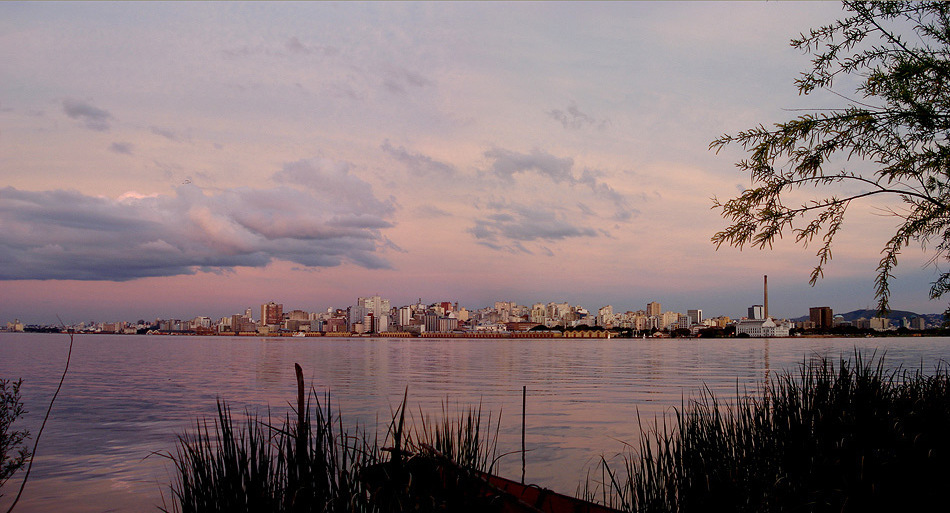
Atardecer en Porto Alegre.

Según los datos de la ONU y el Instituto de Pesquisa Econômica Aplicada - IPEA (2001), Porto Alegre tiene el "Mejor Índice de Desarrollo Humano" (IDH) entre las principales metrópolis nacionales.
Existen programas de arborización y preservación de la vegetación nativa. Muchas de las avenidas están arborizadas con tipos específicos de árboles, como por ejemplo árboles botella en la avenida Teresópolis. La vegetación le da un pintoresco paisaje a la ciudad. También son frecuentes los lapachos y los jacarandás. Los árboles de los cerros son preservados, pero enfrentan el problema de las invasiones y ocupaciones clandestinas. La ciudad cuenta con dos áreas de conservación ambiental, el Parque Estadual del Delta de Jacuí y la Estación Ecológica de Lami.
Esta ciudad es una de las capitales con más árboles en Brasil. Cada habitante tiene derecho a aproximadamente 17 m² de área verde. En 1976 fue creado en Porto Alegre la primera secretaría del medio ambiente en Brasil.
Existen programas de arborización y preservación de bosques nativos. Muchas avenidas son arborizadas con especies específicas.

#### Problemas ambientales
Las grandes áreas verdes de Porto Alegre ayudan a amenizar sus problemas ambientales, pero la ciudad presenta problemas con residuos y contaminación ambiental. De acuerdo con la averiguación hecha por el diário Folha de São Paulo el nivel de contaminación ambiental es el doble recomendado por la OMS, siendo la segunda capital brasileña con mayor contaminación, detrás solamente de São Paulo.

### Parques y otras áreas públicas

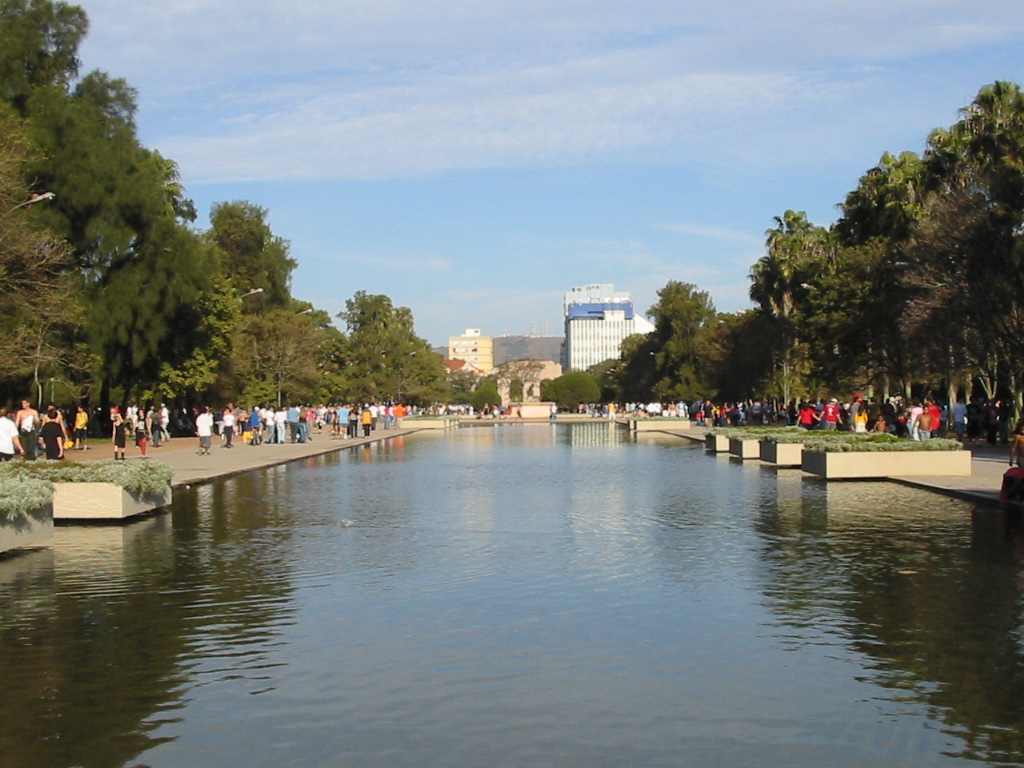
Parque Farroupilha

Los parques más frecuentados por los portoalegrenses son el parque Moinhos de Vento (o Parcão), el parque Farroupilha (o Redenção) y el parque Marinha do Brasil. Se destaca también la Praia de Ipanema, ubicada en la zona sur de la ciudad.
Otras áreas públicas más frecuentadas son:
- Estância da Harmonia
- Largo Glênio Peres
- Morro do Osso
- Morro Santa Teresa
- Praça da Alfândega
- Praça da Matriz
- Parque Chico Mendes
- Parque Mascarenhas de Moraes
- Parque Maurício Sirotski Sobrinho
- Praça da Encol
- Jardim Botânico de Porto Alegre
- Praça Shiga - Parque Japonês

### Localidades vecinas
La región metropolitana de Porto Alegre cuenta con más de 30 localidades. Entre ellas las principales son: Canoas, Novo Hamburgo, São Leopoldo, Gravataí, Alvorada, Cachoeirinha y Viamão.

## Eventos

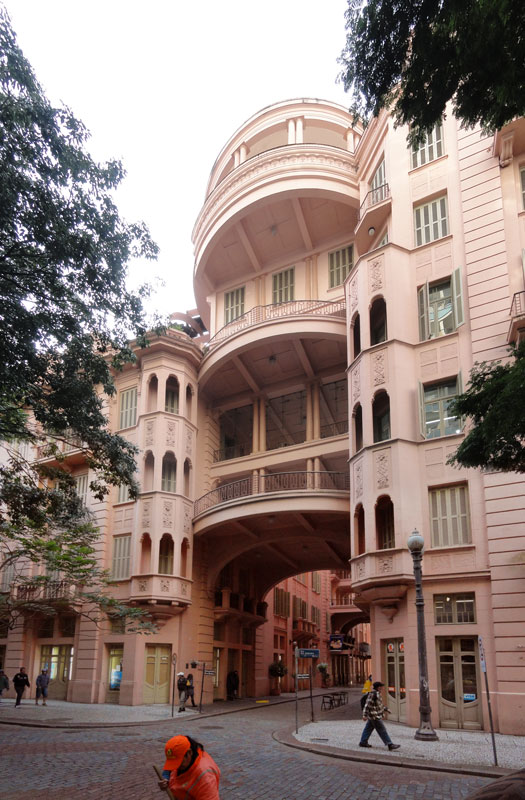
Casa de Cultura Mario Quintana

Porto Alegre posee una serie de eventos y actividades culturales. Además de la programación tradicional, hay grandes eventos que marcan el paso del tiempo en el calendario peculiar. En el verano, Porto Alegre ofrece a sus habitantes el Porto Verão Alegre, conjunto de obras de teatrales que en 2005 contó con la presencia de 67 obras.
Desde el verano de 1999, Porto Alegre es sede del Fórum Internacional Software Livre, que tiene lugar entre los meses de junio y julio.
En los veranos de 2001, 2002, 2003 y 2005 la ciudad fue sede del Foro Social Mundial, reuniendo a más de 100 mil personas (a excepción del primero) de más de cien países en cada edición para discusiones, debates y movilizaciones.
En septiembre, ocurre el Acampamento Farroupilha donde cientos de personas forman sus cabañas y hacen sus churrascos en el parque Harmonia para recordar la Revolución Farroupilha.
En octubre se da lugar a la Feria del Libro de Porto Alegre, la mayor en su tipo en América. La primera edición fue realizada en 1955. Se estima que casi 2 millones de personas visitan la feria en cada edición.
Cada dos años, entre los meses de octubre y diciembre, Porto Alegre es sede del Bienal del Mercosur, evento artístico cultural de gran importancia y atracción turística.
La región metropolitana de Porto Alegre es conocida por sus universidades como la Universidad Federal de Río Grande del Sur, la Pontifícia Universidade Católica do Rio Grande do Sul, la Universidad de Vale do Rio dos Sinos y la Universidad Luterana de Brasil, que por su excelencia atraen a alumnos y profesores de nivel nacional e internacional.

## Cultura

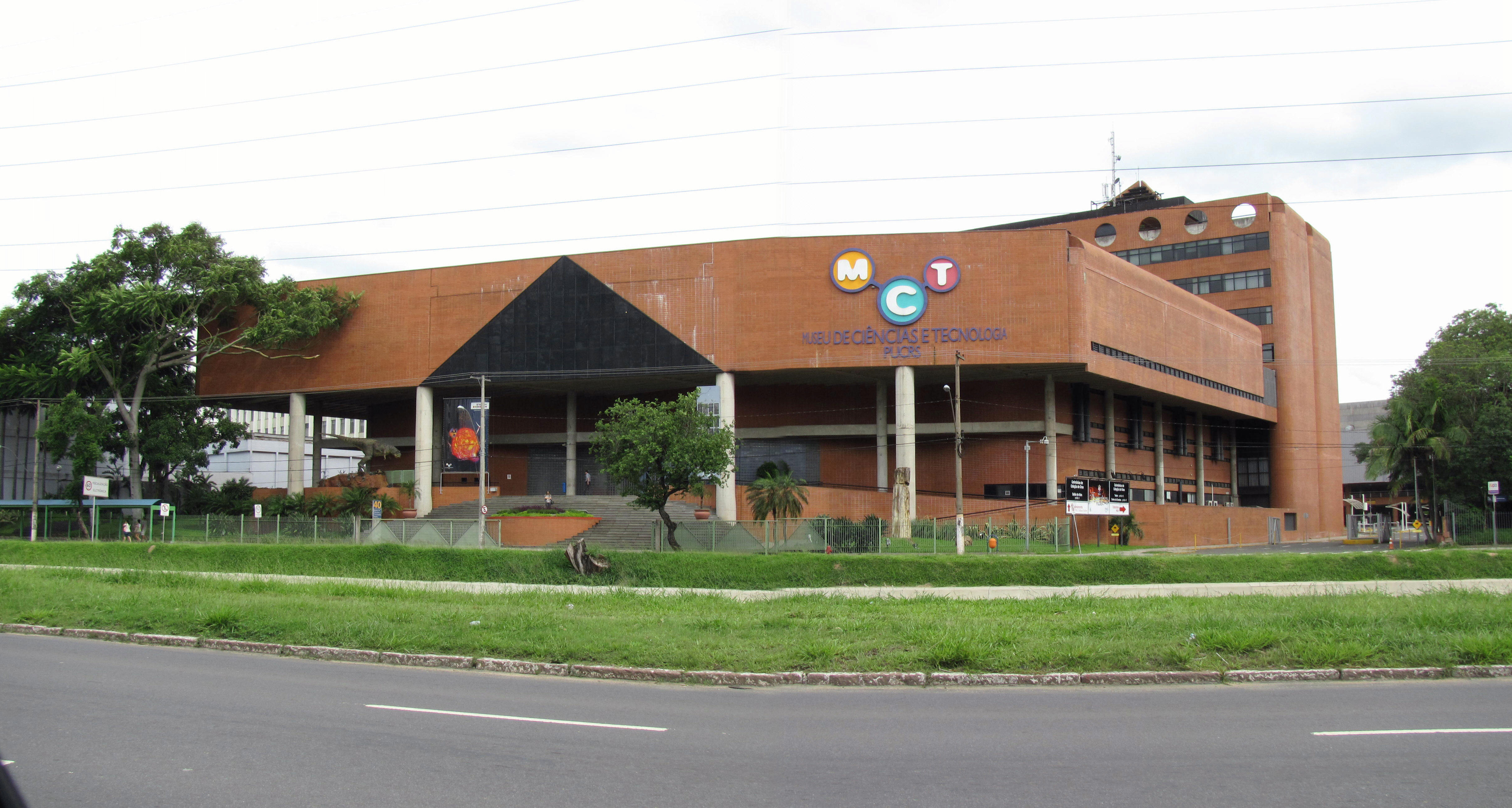
Museo de Ciencia y Tecnología

La ciudad posee muchos museos, como el Museo de Arte de Rio Grande do Sul (MARGS), el Museo de Ciencia y Tecnología y la Fundación Iberê Camargo.
Porto Alegre es una ciudad muy bien servida por cines, considerando el número de salas por habitante, a pesar de que los grandes cines en las calles de Porto Alegre habían desaparecido. La ciudad cuenta actualmente con 71 salas de cine, localizadas principalmente en centros comerciales. En diciembre de 2008 la ciudad ganó 6 nuevas salas. Con esta inauguración, la ciudad es la tercera ciudad brasileña con más salas de cine por habitante, detrás de Vitória y Florianópolis.

### Música

#### Música popular
Muchas bandas de Porto Alegre ya tuvieron gran proyección nacional, como Engenheiros do Hawaii, Cachorro Grande, Fresno, Nenhum de Nós, Cascavelletes, Os Replicantes y Papas da Língua, entre otras. Individualidades destacadas portoalegrenses en la música popular son Adriana Calcanhoto, Elis Regina, Júpiter Macã, Lupicínio Rodrigues y Renato Borghetti, entre otros.

Teatro São Pedro.

Porto Alegre es conocida como "polo" en el escenario brasileño de rock. Festivales como GIG Rock vienen ayudando en la promoción de bandas de la escena alternativa brasileña.

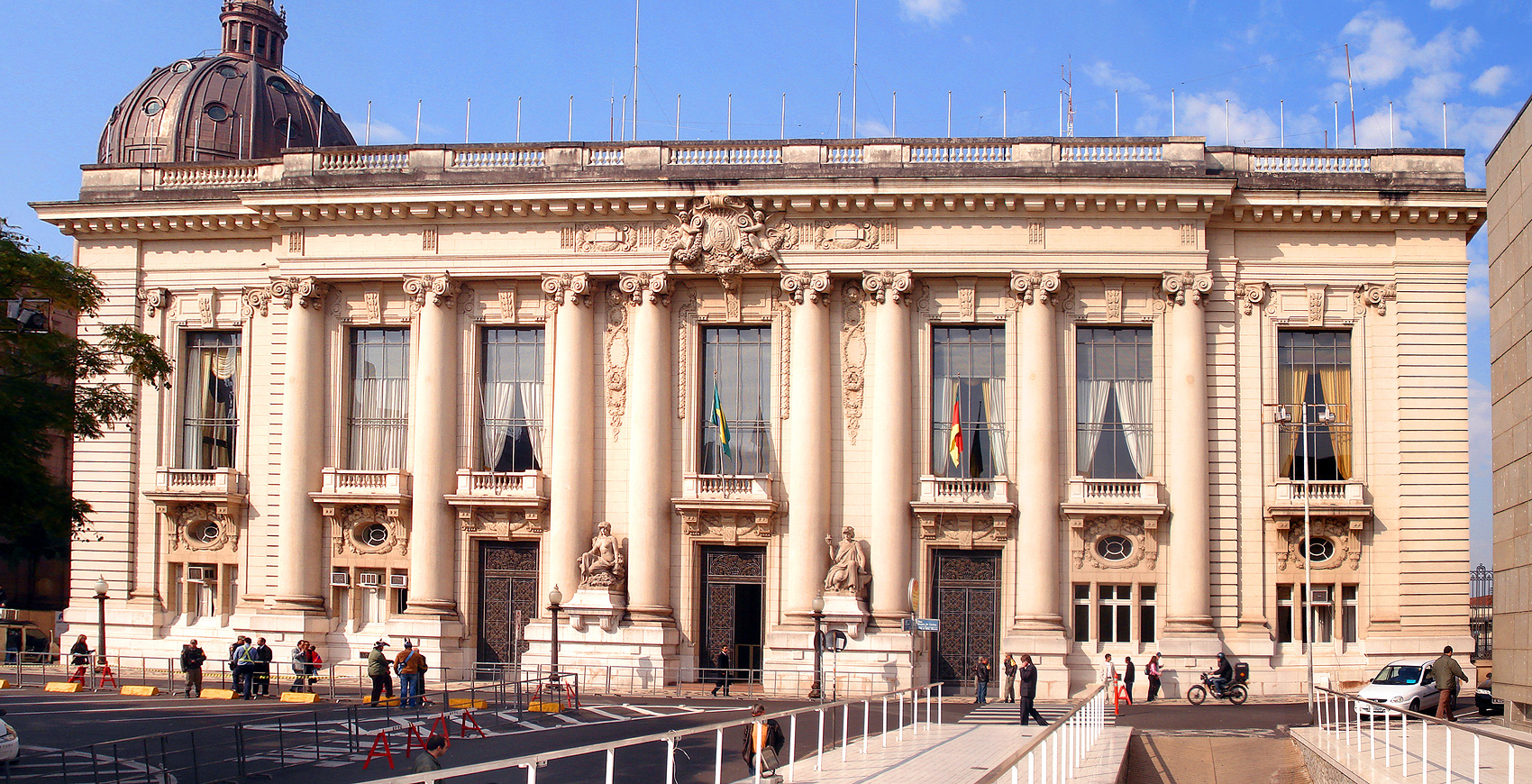
Palacio Piratini.

#### Música clásica
Existe en la ciudad un buen público para la música clásica, apreciador varios géneros y estilos, y que posibilita la existencia en la ciudad de dos orquestas sinfónicas como coros sinfónicos asociados.
La continuidad de la vida musical clásica en Porto Alegre es aún garantida por la actividad de la Escuela de Música de la OSPA, de diversos conservatorios y colegios privados y sobre todo por la Escuela de Música del Instituto de Artes de la UFRGS, cuyos estudios de posgrado y doctorado, especialmente en el campo de la investigación sobre interpretación musical, son punteros en el país.

### Arquitectura
La ciudad de Porto Alegre es un gran museo arquitectónico a cielo abierto, donde encontramos ejemplares de los diferentes estilos de los últimos dos siglos, concentrados principalmente en el centro de la ciudad. Por las calles centrales pueden ser vistos predios históricos como la Catedral metropolitana de Porto Alegre, la Cúria Metropolitana de Porto Alegre, el Palácio Piratini y el Teatro São Pedro, dividiendo espacio con la arquitectura moderna del Palácio Farroupilha, donde funciona la Asamblea Legislativa de Río Grande del Sur.
La influencia de la arquitectura alemana es muy expresiva en la ciudad. Este hecho puede constatarse en las obras de José Lutzenberger (quien inmigró a Rio Grande del Sur en 1920), creador de edificios como el instituto Pão de Pobres, de la Iglesia São José y el Palácio do Comércio, y de Theodor Wiederspahn (quien inmigró en 1908) y fue el responsable de la Delegacia Fiscal (actual MARGS), de los Correos y Telégrafos (actual Memória de Rio Grande do Sul), del Banco de la provincia (actual Santander Cultural), entre muchos otros.

## Deportes

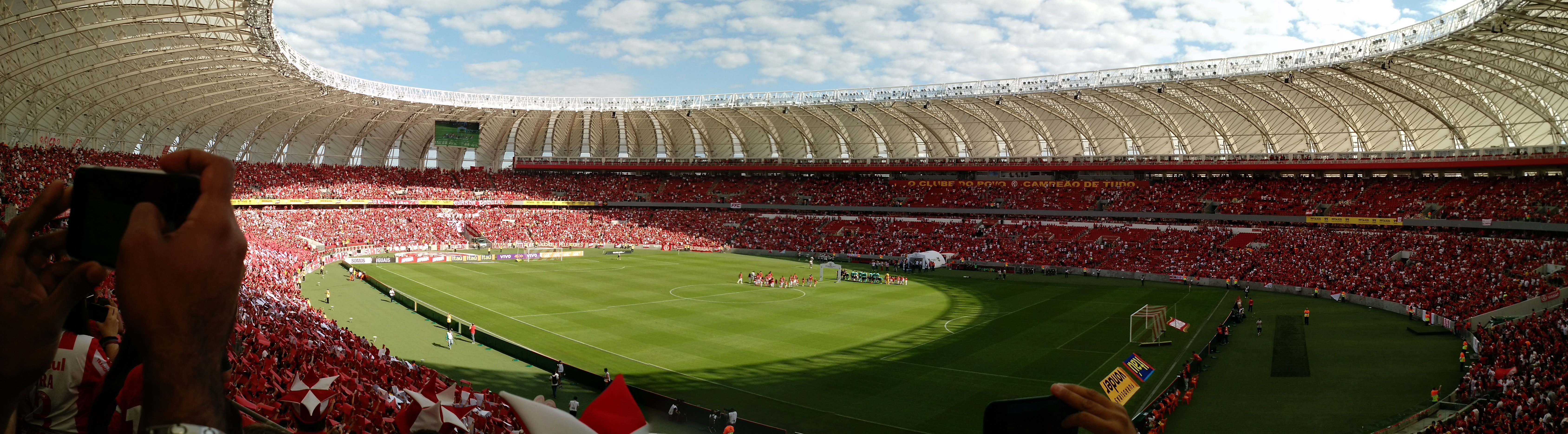
Estadio Beira-Rio.

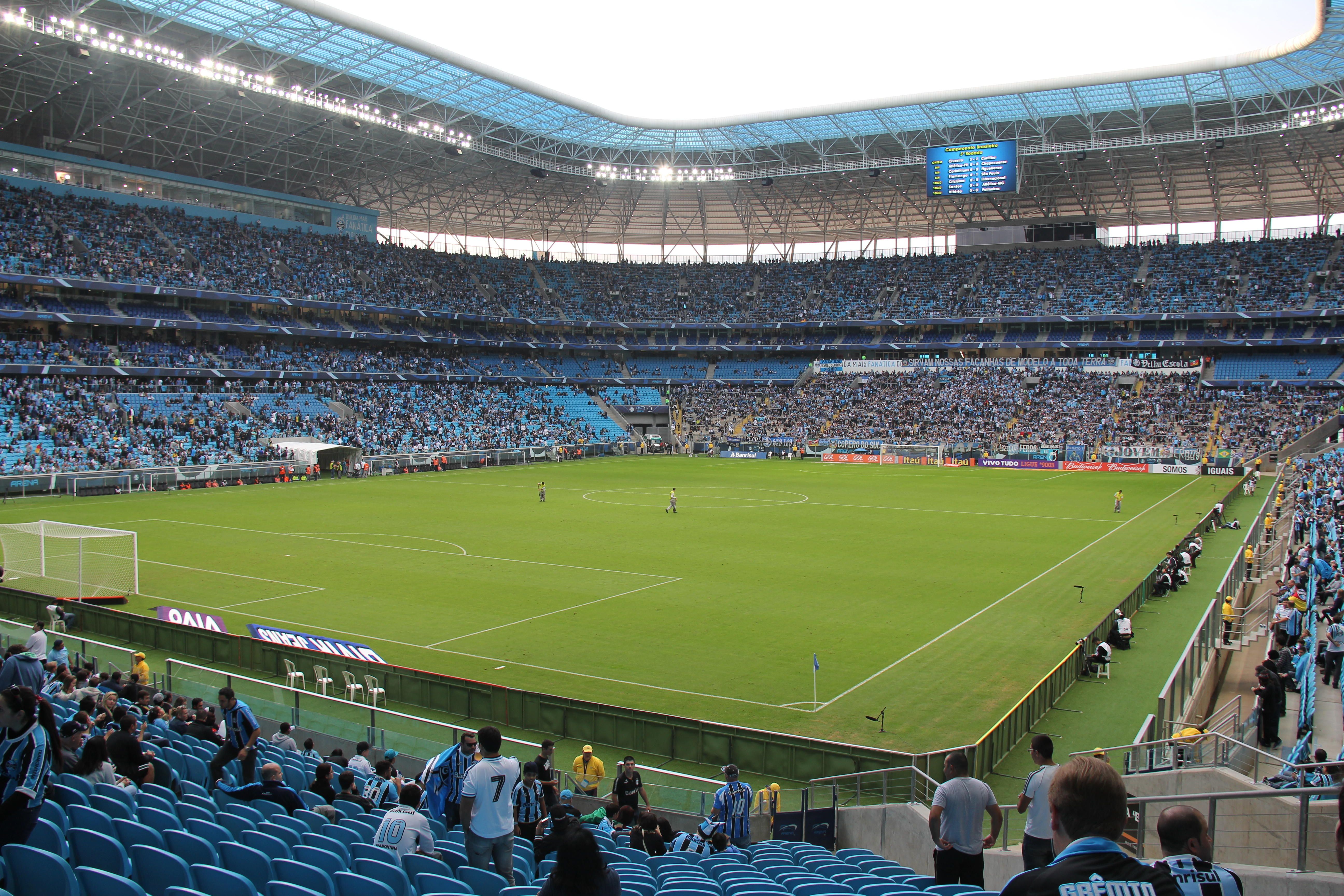
Estadio Arena do Grêmio.

La ciudad se destaca en diversos deportes como el fútbol, gimnasia, natación, baloncesto, tenis, judo, deportes de vela, entre otros.
En el fútbol, existe una gran rivalidad entre dos equipos en especial, ellos son el Grêmio Foot-Ball Porto Alegrense, fundado en 1903 y el Sport Club Internacional, fundado en 1909. Este clásico es conocido como Gre-Nal.
En diciembre de 1983, el Grêmio se proclamó campeón del mundo, tras derrotar al Hamburgo SV por 2-1 en el tiempo extra. En diciembre de 2006, el Internacional se proclamó campeón del Mundial de Clubes, tras derrotar al FC Barcelona por 1-0 en Japón.
Los seguidores del Grêmio son conocidos como gremistas, y los del Inter como colorados, debido al color rojo característico del Internacional.
El 31 de mayo de 2009 fue elegida una de las 12 sedes que albergaron la Copa Mundial de Fútbol de 2014, que se desarrolló en ese país. El estadio en que se disputaron los partidos fue el Estadio Beira-Rio, que pertenece al Internacional.
Los deportistas más conocidos son los futbolistas Ronaldinho y André Luis Garcia, la gimnasta Daiane dos Santos, los judocas João Derly, Tiago Camilo y Mayra Aguiar, y el artista marcial mixto Fabricio Werdum.
| Predecesor: Sofia | Universiadas 1963 | Sucesor: Budapest |

## Infraestructura

### Transporte
Porto Alegre no enfrenta muchos problemas con el transporte. Entretanto, el transporte en las calles y avenidas de la ciudad viene demostrando señales de saturación durante la última década. A pesar de diversos cambios en el tráfico ya realizados, los congestionamientos aún son constantes en las principales avenidas de la ciudad durante los horarios de pico. La EPTC es la empresa que planea y fiscaliza las actividades relacionadas con el tránsito y transporte de Porto Alegre.
El puente del Guaíba, que conecta Porto Alegre con la región sur del estado, es una de las tarjetas postales de la ciudad. Las principales vías arteriales del tránsito urbano son la Avenida Ipiranga, Avenida Farrapos, Avenida Protásio Alves, Avenida João Pessoa, Avenida Bento Gonzalves, Avenida Sertório, Avenida Independencia, Avenida Assis Brasil, Avenida Loureiro da Silva (Primera Perimetral), Segunda Perimetral, Tercera Perimetral y Avenida Borges de Medeiro.
La ciudad cuenta con el Aeropuerto Internacional Salgado Filho, el más grande y con más movimiento del sur del país. Localizado en la zona norte de la capital gaúcha, recibe aviones de todo el país, y también recibe regularmente vuelos internacionales. En 2001 el aeropuerto pasó por una reestructuración en la cual fue construido un nuevo ambiente aeroportuário diferente al de antes. El aeropuerto recibe pasajeros de varias partes del país en dirección a Buenos Aires, Santiago de Chile, Rosario, Córdoba, Montevideo y Lima.
En la costa este del lago Guaíba está situado el puerto de Porto Alegre, su posición geográfica posibilita el tráfico permanente entre Porto Alegre y Buenos Aires, transportando principalmente productos siderúrgicos y agrícolas.

### Educación
Porto Alegre cuenta con 93 escuelas públicas municipales, y siendo 39 de ellas de enseñanza infantil, 51 de ciclo básico y otras tres de bachillerato; y 258 escuelas públicas estatales, además de 4 escuelas públicas federales.
Porto Alegre posee diversas facultades y algunas universidades. La ciudad tiene dos universidades federales, la UFCSPA y la UFRGS, una estadual, la UERGS. La mayor universidad privada de Porto Alegre es la PUCRS, que también es la mayor universidad privada del sur del país.
Sede de importante acontecimientos relacionados con la investigación y las ciencias humanas, Porto Alegre ha sido elegida como sede de la edición 2013 del PERFORMA (enlace roto disponible en Internet Archive; véase el historial, la primera versión y la última)., congreso internacional de referencia en los estudios de interpretación musical que por primera vez se celebra en el continente americano.

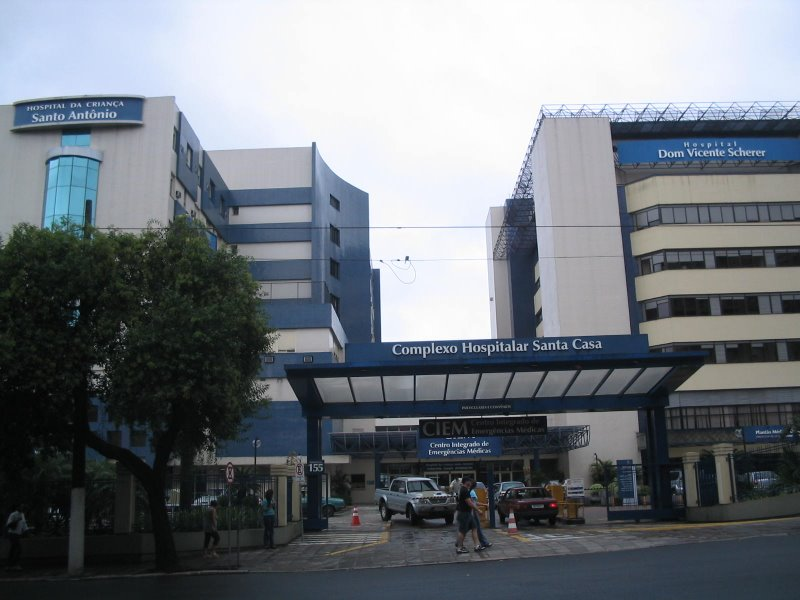
Hospitales de Porto Alegre.

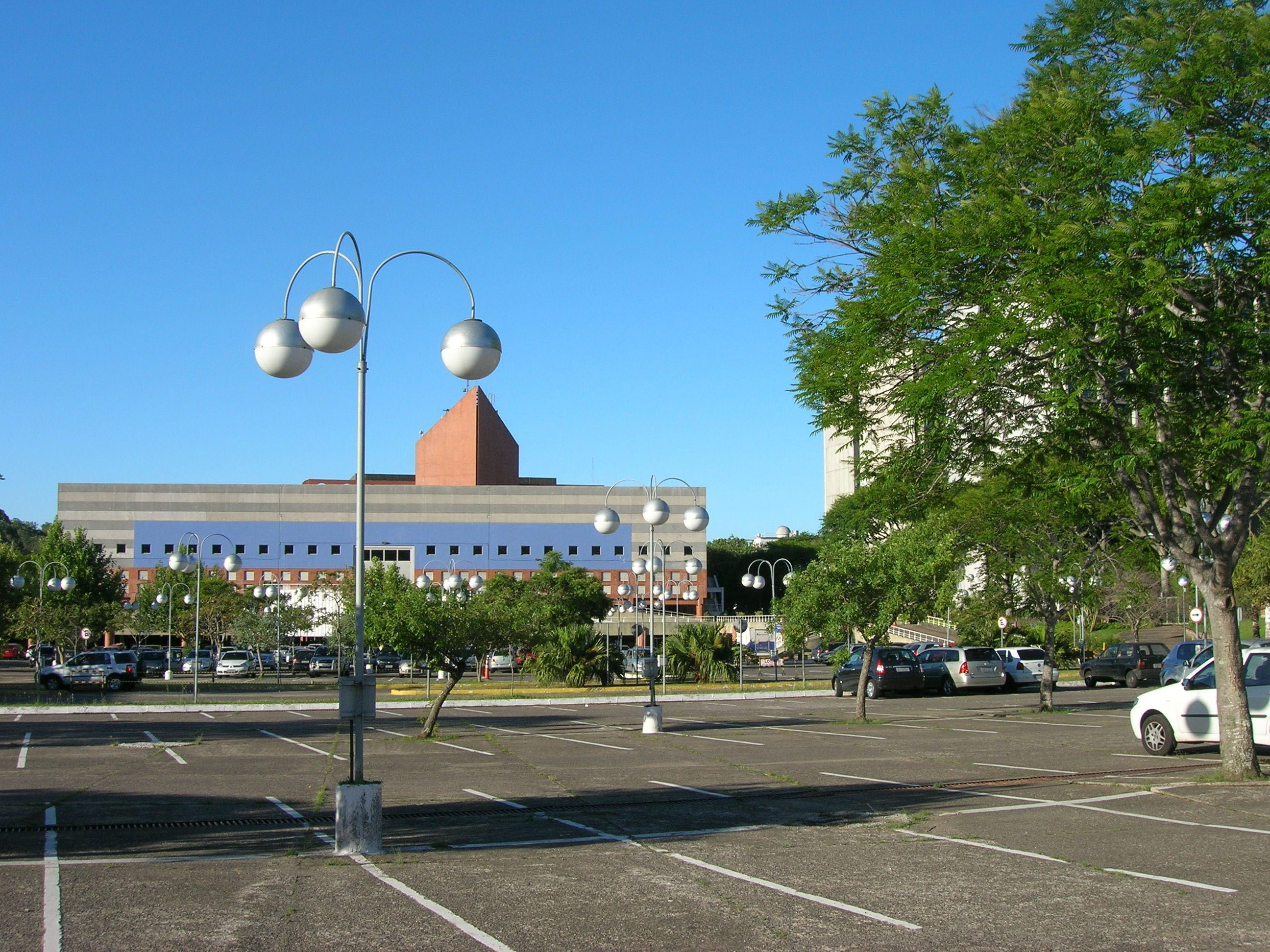
Pontifícia Universidade Católica do Rio Grande do Sul.

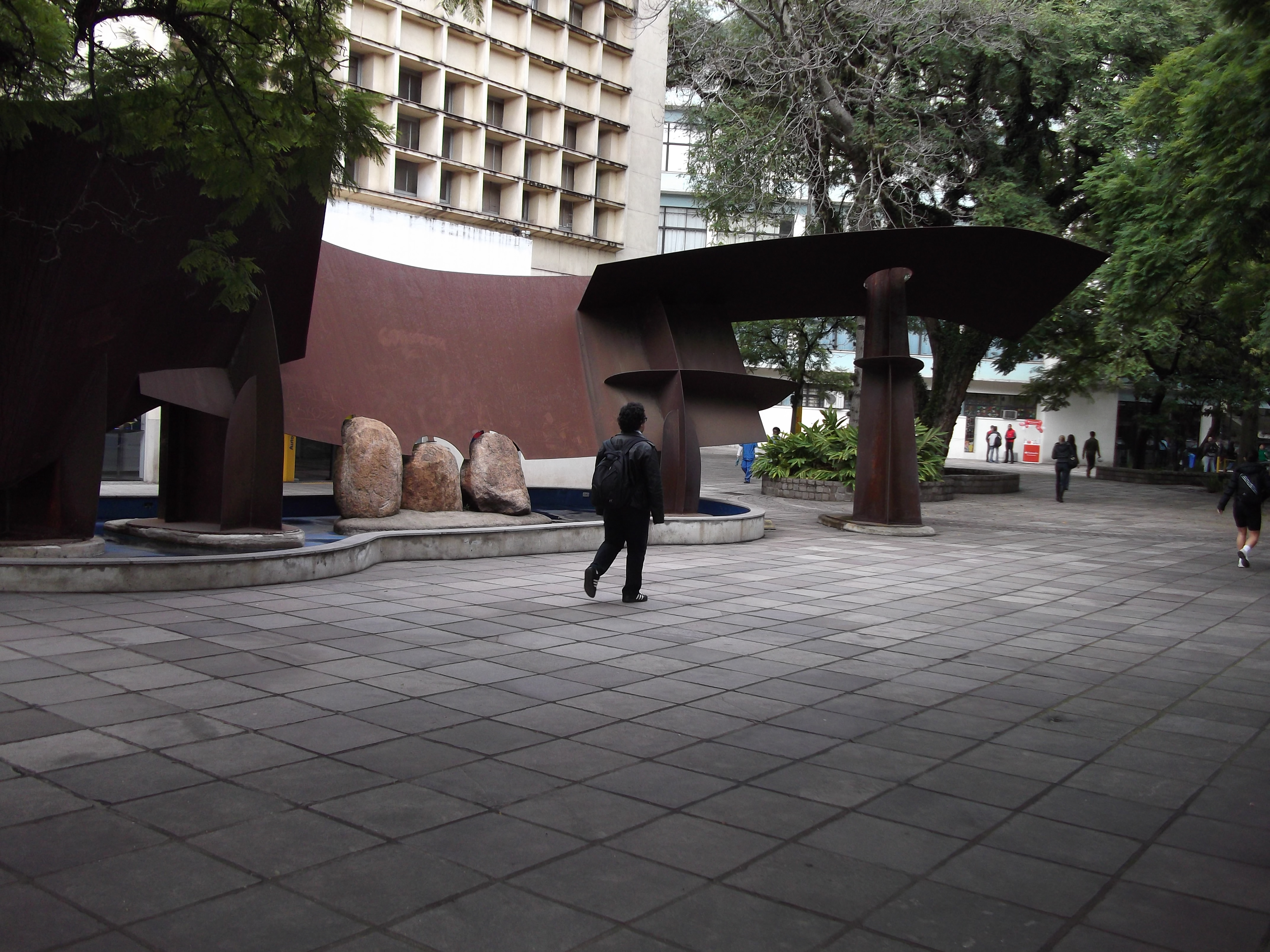
Universidad Federal de Río Grande del Sur.

### Salud
La ciudad tiene 35 hospitales, 883 clínicas, 204 consultórios, 19 laboratórios de análisis patológicos, 41 laboratórios de análisis clínicos, en un total de 1.182 centros de salud. El total de lechos hospitalares en Porto Alegre es de 7.906, siendo 5.816 ocupados por el SUS.
En el 2005, la ciudad contaba con un total de 519 establecimientos de salud incluyendo 133 públicos y 105 municipales. 40 de ellos ofrecían internación total y 188 estaban ligados al SUS. El total de camas ofrecidas era de 7701, de las que 1542 eran públicas y, de estas, 271 municipais. 365 establecimientos ofrecían atención ambulatoria, 132 tratamiento odontológico, 33 tenía servicio de emergencia total y 21 ligados al SUS tenían una UCI.
Varios hospitales de la ciudad fueron premiados a nivel nacional en los últimos años. En el 2001, el Hospital Independencia recibió el Prêmio Qualidade Hospitalar, otorgado por el SUS, y, el 2002, el Hospital de Clínicas de Porto Alegre, el Hospital São Lucas de la PUC-RS, el Instituto de Cardiología de Río Grande del Sur y la Policlínica Santa Clara de la Santa Casa de Misericórdia. El Laboratório Weinmann recibió el Prêmio Nacional da Gestão em Saúde – Nível Ouro en la categoría "Laboratorio", en el ciclo 2003-2004. También son consideradas instituciones referentes en Brasil, ya sea en conjunto o en alguna especialidad, el Hospital Psiquiátrico São Pedro, el Hospital Moinhos de Vento, el Hospital Nossa Senhora da Conceição  y el Hospital Fêmina.

## Turismo paleontológico
Aunque Porto Alegre no es Paleorrota en la región, tiene el mayor número de paleontólogos de Rio Grande do Sul La ciudad tiene un gran número de museos, y de la UFRGS como un centro de estudio de la paleontología y nosotros podemos ver los animales del Triásico y que han vivido en el estado.

## Ciudades hermanadas
Entre las ciudades hermanadas con Porto Alegre se destacan:
- Shiga, Japón
- Cáceres, España
- La Plata, Argentina, 1982.[115]
- Buenos Aires, Argentina
- Córdoba, Argentina
- Corrientes, Argentina
- Rosario, Argentina
- Paraná, Argentina
- Punta del Este, Uruguay
- Morano Cálabro, Italia
- Huancayo, Perú
- Cuzco, Perú
- París, Francia
- Kanazawa, Japón
- Austin, Estados Unidos
- Newark (Nueva Jersey), Estados Unidos
- Portalegre, Portugal
- Ribeira Grande, Portugal
- Horta, Portugal
- Natal, Brasil
- Iztapalapa, México 2012
- Victoria de Durango, México 2001[113]
- Guadalajara, México 2000[113]